# Bielorrusia
Bielorrusia (en bielorruso: Беларусь, Bielaruśⓘ; en ruso: Беларусь, Bielaruśⓘ), oficialmente la República de Belarús (Рэспубліка Беларусь, Республика Беларусь), es un país soberano sin litoral situado en Europa Oriental y que formó parte de la Unión Soviética hasta 1991. Limita al norte con Lituania y Letonia, al este con Rusia, al sur con Ucrania y al oeste con Polonia. Su capital y ciudad más poblada es Minsk.
La mayoría de la población de Bielorrusia —casi 10 millones de habitantes— vive en las áreas urbanas alrededor de Minsk o en las capitales de las otras provincias. Más del 80 % de la población son bielorrusos autóctonos, y el resto la componen minorías de rusos, polacos y ucranianos. Culturalmente pertenece a la Europa eslava. Desde un referéndum celebrado en 1995, el país ha tenido dos idiomas oficiales: el bielorruso y el ruso; ambos de escritura cirílica. El principal credo en el país es el cristianismo, principalmente el ortodoxo ruso; la segunda rama cristiana más popular, el catolicismo, tiene un seguimiento mucho menor en comparación.
Es un país completamente llano (no supera los 350 metros sobre el nivel del mar), dividido en tres zonas geográficas bien diferenciadas: la del norte, abundante en lagos; la meseta boscosa central y la parte sur, muy pantanosa y deshabitada, llamada marismas de Pinsk.
Antiguamente llamada «Rusia Blanca», los bielorrusos carecieron de la oportunidad de crear una identidad nacional distintiva hasta el siglo XX, porque durante siglos las tierras de la actual Bielorrusia pertenecieron a varios países étnicamente diferentes, como el Principado de Pólatsk, el Gran Ducado de Lituania y la Mancomunidad de Polonia-Lituania. Después de la breve existencia de la República Nacional Bielorrusa (1918-1919), Bielorrusia se convirtió en una república constituyente de la URSS, la República Socialista Soviética de Bielorrusia.
La unificación definitiva de Bielorrusia, a grandes rasgos dentro de sus fronteras modernas, tuvo lugar en 1939, cuando las tierras bielorrusas en poder de la Segunda República Polaca (1918-1939) se anexaron a la Unión Soviética en virtud de los términos del Pacto Ribbentrop-Mólotov tras la invasión soviética de Polonia. El territorio de este país fue devastado en la Segunda Guerra Mundial, durante la cual Bielorrusia perdió alrededor de un tercio de su población y más de la mitad de sus recursos económicos. El país fue rehabilitado en los años posteriores a la guerra.
El Sóviet Supremo (parlamento) de la RSS de Bielorrusia declaró la soberanía de Bielorrusia el 27 de julio de 1990 (véase desfile de Soberanías) y, el 25 de agosto de 1991, Bielorrusia se declaró independiente. Tras la firma del Tratado de Belavezha el 8 de diciembre de 1991 y la posterior disolución de la URSS, Bielorrusia obtuvo la independencia. Aleksandr Lukashenko es presidente del país desde 1994. Durante su presidencia, Lukashenko ha implementado políticas similares a las de la era soviética, como la propiedad estatal de la economía, a pesar de las objeciones de los gobiernos occidentales. Desde 2000, Bielorrusia y Rusia firmaron un tratado para una mayor cooperación con algunos toques de la formación de un Estado de la Unión.
El país es considerado una dictadura por todos los índices de calidad democrática. En el informe de la relatora especial de Derechos Humanos de la ONU para Bielorrusia, Anaïs Marin, se condena la escalada sin precedentes de las violaciones de los derechos humanos en el país, destacando entre otros la privación arbitraria de la libertad de los ciudadanos, la tortura, las penas crueles, las desapariciones y la ausencia total de libertad de expresión en el país.
En 2021, Bielorrusia ocupaba el puesto 60 de 191 países del Índice de Desarrollo Humano de la ONU, por lo que se encontraba en el grupo de países con «desarrollo muy alto» (0,808). Con un sistema sanitario eficiente, tiene una tasa de mortalidad infantil muy baja, de 2,9 (frente a 6,6 en Rusia o 3,7 en el Reino Unido). La tasa de médicos per cápita es de 40,7 por cada 10 000 habitantes (la cifra es de 26,7 en Rumania, 32 en Finlandia y 41,9 en Suecia) y la tasa de alfabetización se estima en un 99 %. Según el Programa de las Naciones Unidas para el Desarrollo, el coeficiente de Gini (indicador de desigualdad) es uno de los más bajos, y por lo tanto igualitarios, de Europa.

## Etimología
Bielorrusia significa en eslavo Rutenia Blanca: Biely = Blanco + Rus, nombre de los Rus, la población histórica del Jaganato de Rus y de la Rus de Kiev. Por este motivo, especialmente cuando se encontró bajo el dominio del Zarato ruso, la región era llamada en español Rusia Blanca.
El nombre de Bielorrusia se deriva del término Rusia Blanca, que apareció por primera vez en la literatura medieval alemana y latina. El término latino para la región era Alba Rutenia. Históricamente, el país fue mencionado en inglés como White Ruthenia. También se afirma que Rutenia Blanca describe la zona de la Europa oriental poblada por eslavos o de los Estados que ocuparon la zona. El primer uso conocido del término Rusia Blanca para referirse a Bielorrusia tuvo lugar a finales del siglo XVI por el inglés Jerónimo Horsey. Durante el siglo XVII, los zares de Rusia utilizaron el término Rus Blanca para referirse a este país, afirmando que estaban tratando de recuperar su patrimonio de la Comunidad Polaco-Lituana.
Este territorio fue nombrado Bielorrusia en los días del Imperio ruso. Bielorrusia era el único nombre en ruso del país hasta 1991, cuando el Sóviet Supremo de la República Socialista Soviética de Bielorrusia decretó por ley que la nueva república independiente iba a ser llamada Belarús (en bielorruso: Беларусь) en ruso y en todas las transcripciones de otros idiomas de su nombre. El cambio se realizó para reflejar adecuadamente la forma de la lengua bielorrusa del nombre.
En consecuencia, el nombre de Bielorrusia fue sustituido por Belarus en inglés y otros idiomas, y, en cierta medida, en ruso (aunque es así el nombre tradicional que todavía persiste en ese idioma); del mismo modo, el adjetivo Byelorussian fue sustituido por el de Belarusian en inglés (aunque en ruso no se ha desarrollado un nuevo adjetivo). Intelectuales de Bielorrusia en la época de Stalin intentaron cambiar el nombre de Bielorrusia a una forma de Krivia debido a la supuesta conexión con Rusia. Algunos nacionalistas también se oponen a la denominación por la misma razón. Sin embargo, varios periódicos populares locales aún conservan el antiguo nombre del país en ruso en sus nombres, por ejemplo, el Komsomólskaya Pravda v Byelorúsi. Además, aquellos que desean que Bielorrusia se anexe en un futuro con Rusia siguen utilizando Bielorrusia. La mayoría de los bielorrusos emplean ambos nombres indistintamente. Oficialmente, el nombre completo del país es República de Belarús (Рэспубліка Беларусь, Республика Беларусь, Respúblika Bielarús').
Sin embargo, la Real Academia Española y la Fundación del Español Urgente siguen prefiriendo el uso de la forma Bielorrusia en español. Además, el uso del término “Rusia Blanca” para referirse a Bielorrusia es minoritario. En varios otros idiomas, sin embargo, se sigue utilizando una traducción literal de “Rusia Blanca” para referirse al país. Es el caso, por ejemplo, del griego moderno, un idioma en el que Bielorrusia se denomina Λευκορωσία (literalmente, Blanca Rusia).

## Historia

### Antigüedad

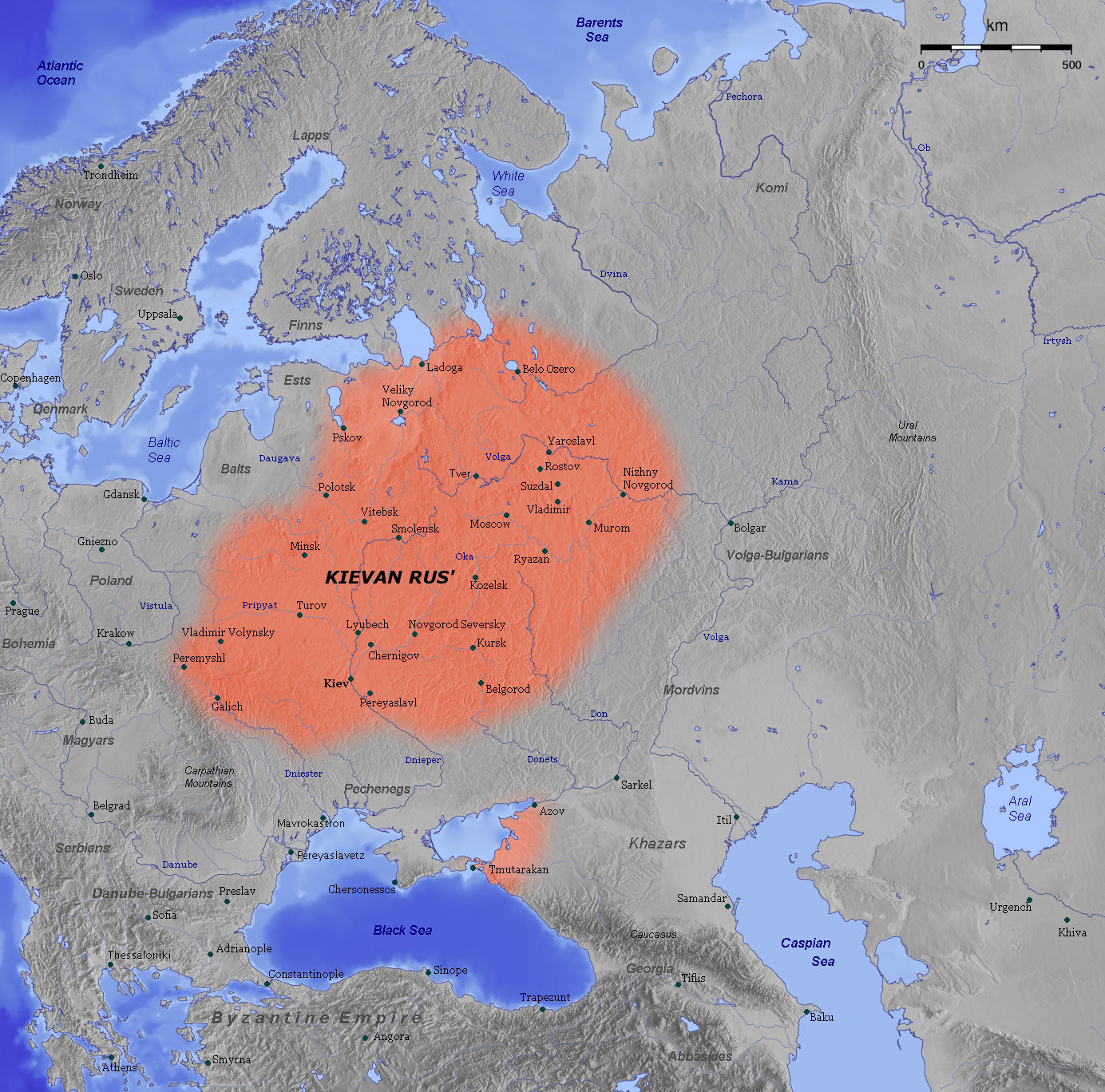
La Rus de Kiev durante su máxima expansión,.

La región que se conoce hoy en día por Bielorrusia fue colonizada por tribus eslavas en el siglo VI. Poco a poco entró en contacto con los varegos, un grupo de guerreros formado por escandinavos y eslavos del Báltico. Aunque derrotados y expulsados brevemente por la población local, se les permitió regresar a los varegos más tarde y ayudaron a formar una entidad política —comúnmente conocida como Rus de Kiev— a cambio de tributo. El Estado de Rus de Kiev comenzó aproximadamente en el año 862 alrededor de la ciudad de Kiev, y alternativamente en torno a la actual ciudad de Nóvgorod.

### Gran Ducado de Lituania, República de las Dos Naciones e Imperio ruso

Mapa del Gran Ducado de Lituania y el Reino de Polonia en la República de las Dos Naciones, 1619.

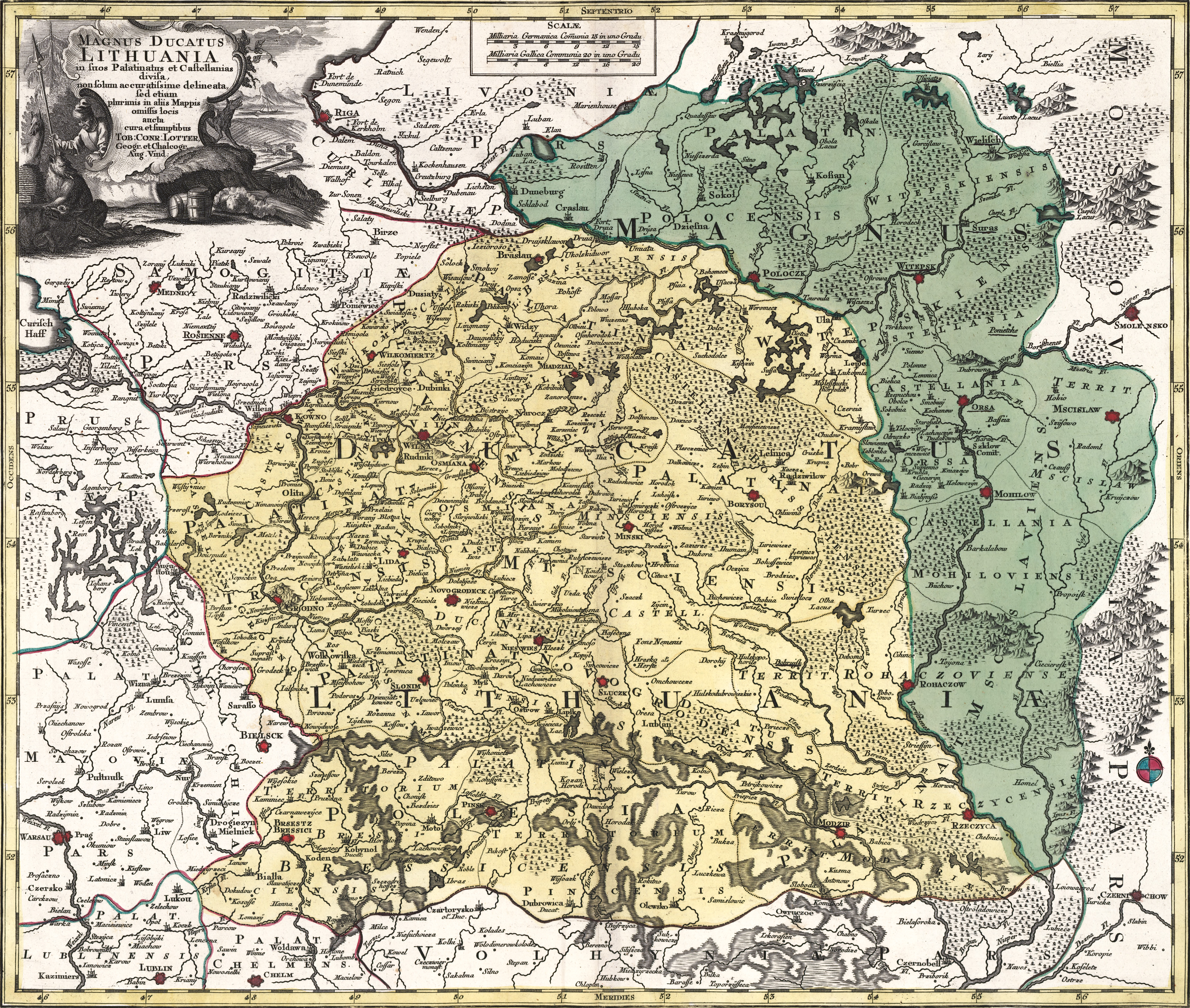
Magnus Ducatus Lithuania, Tobias Lotter, 1780.

Con la muerte del gobernante de la Rus de Kiev, el príncipe Yaroslav I el Sabio, comenzó la división del Estado en principados independientes. Estos principados rutenios resultaron gravemente afectados por la invasión de los mongoles en el siglo XIII, y muchos se incorporaron más tarde al Gran Ducado de Lituania. De los principados en poder del Ducado, nueve fueron establecidos por los antepasados del pueblo bielorruso. Durante este tiempo, el ducado estaba involucrado en varias campañas militares, incluida la lucha en el lado de Polonia contra los caballeros teutónicos en la batalla de Grunwald en 1410. La victoria conjunta le permitió al Ducado poder controlar las tierras fronterizas del noroeste de la Europa Oriental.
El 2 de febrero de 1386, el Gran Ducado de Lituania y el Reino de Polonia se unieron gracias a un matrimonio de sus gobernantes. Esta unión puso en marcha los acontecimientos que finalmente desembocaron en la formación de la Mancomunidad de Polonia-Lituania, creada en 1569. La edad de oro terminó con la República de El Diluvio. Los rusos, encabezados por el zar Iván III, comenzaron una reconquista, en 1486, en un intento por reunificar las tierras del Rus de Kiev, en particular, Bielorrusia y Ucrania. La unión entre Polonia y Lituania concluyó en 1795, y los territorios bielorrusos que formaban parte de la República de las Dos Naciones se dividieron entre la Rusia Imperial, Prusia y Austria. Los territorios bielorrusos fueron adquiridos por el Imperio ruso durante el reinado de Catalina II, y permanecieron en esa condición hasta su ocupación por el Imperio alemán durante la Primera Guerra Mundial.

### República Socialista Soviética de Bielorrusia

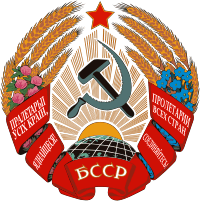
Escudo de la República Socialista Soviética de Bielorrusia.

Durante las negociaciones del Tratado de Brest-Litovsk, Bielorrusia primero declaró su independencia el 25 de marzo de 1918, hecho que dio lugar a la formación de la República Popular Bielorrusa. Los alemanes apoyaron a la nueva república, que duró aproximadamente diez meses. Poco después de la derrota de los alemanes, la nueva república cayó bajo la influencia de los bolcheviques y el Ejército Rojo convirtiéndose en la República Socialista Soviética Bielorrusa en 1919. Después de la ocupación rusa de la Lituania oriental y septentrional, se fusionó a Bielorrusia con los territorios antes mencionados, formando la República Socialista Soviética Lituano-Bielorrusa. Las tierras de Bielorrusia se dividieron entre Polonia y la Unión Soviética después de la Guerra Polaco-Soviética, que terminó en 1921, y la República Socialista Soviética de Bielorrusia fue recreada y se convirtió en miembro fundador de la Unión de Repúblicas Socialistas Soviéticas en 1922 tras la firma del Tratado de Creación de la URSS. Al mismo tiempo, el sector oeste siguió estando incorporado por Polonia.
Un conjunto de reformas agrícolas dio lugar a la colectivización soviética en Bielorrusia, proceso que se inició en la década de 1920. Un proceso de rápida industrialización se llevó a cabo durante la década de 1930, siguiendo el modelo soviético de planes quinquenales.

#### Bielorrusia en la Segunda Guerra Mundial
En 1939, el territorio occidental bielorruso, región de la Bielorrusia moderna que Polonia había recibido de los soviéticos en conformidad con el Tratado de Riga dos décadas antes, se anexó a la República Socialista Soviética de Bielorrusia. El área era una parte de los territorios polacos anexionados por la Unión Soviética como resultado del Pacto Ribbentrop-Mólotov y de la invasión soviética de Polonia de 1939. La decisión fue tomada por el Soviet, que controlaba el Consejo Popular de Bielorrusia, el 28 de octubre de 1939 en Białystok.
La Alemania nazi invadió a la Unión Soviética en 1941, dando lugar a que la República Socialista Soviética de Bielorrusia fuese el primer escenario de la Operación Barbarroja. La Fortaleza de Brest en Bielorrusia, al oeste del país, recibió uno de los más feroces golpes de apertura de la guerra, pero por su defensa notable ha sido recordada como un acto de heroísmo en la lucha contra la agresión alemana. Estadísticamente, Bielorrusia fue la república soviética más castigada en la guerra, ya que permaneció en manos de los nazis hasta 1944. Durante ese tiempo, los alemanes lograron destruir 209 de las 290 ciudades con las que contaba el territorio, el 85 % de la industria de la república y más de un millón de edificios.
Se estima que entre dos y tres millones de personas fueron asesinadas o murieron a causa de la guerra (alrededor de un cuarto a un tercio de la población total), mientras que la población judía de Bielorrusia fue aniquilada durante el Holocausto y nunca se recuperó. La población bielorrusa no volvió a recuperar su nivel anterior a la contienda hasta el año 1971. Después de la guerra, Bielorrusia fue oficialmente uno de los 51 países fundadores de la Carta de las Naciones Unidas en 1945. La reconstrucción posterior a la intensa guerra se inició rápidamente. Durante este tiempo, la RSS de Bielorrusia se convirtió en un importante centro de fabricación en la región occidental de la URSS y aumentaron los puestos de trabajo, lo que provocó la llegada de rusos étnicos a la República. Las fronteras de Bielorrusia y Polonia se volvieron a dibujar en un punto conocido como la Línea Curzon.
Iósif Stalin puso en práctica una política de sovietización que consistía en aislar a la RSS de Bielorrusia de influencias occidentales. Esta política incluía el envío de personas de diversas nacionalidades de la Unión Soviética para colocarlos en posiciones claves en el gobierno de la República Socialista Soviética de Bielorrusia. El uso oficial del idioma bielorruso y la gran mayoría de los aspectos culturales fueron limitados por Moscú. Después de la muerte de Stalin en 1953, el sucesor Nikita Jruschov continuó con este programa. La RSS de Bielorrusia estuvo muy expuesta a la lluvia radiactiva de la explosión de la central nuclear de Chernóbil en la vecina RSS de Ucrania en 1986.
En junio de 1988, en el sitio rural de Kurapaty cerca de Minsk, el arqueólogo Zianón Pazniak, líder del Partido del Frente Popular de Bielorrusia, descubrió fosas comunes que contenían unos 250 000 cuerpos de las víctimas ejecutadas entre 1937-1941 por la policía secreta soviética, la NKVD, durante la Gran Purga. Algunos nacionalistas consideran que este descubrimiento es la prueba de que el gobierno soviético estaba tratando de borrar la cultura y el pueblo bielorrusos, haciendo que los nacionalistas bielorrusos poco a poco trataran de separarse de la Unión Soviética.

### Independencia

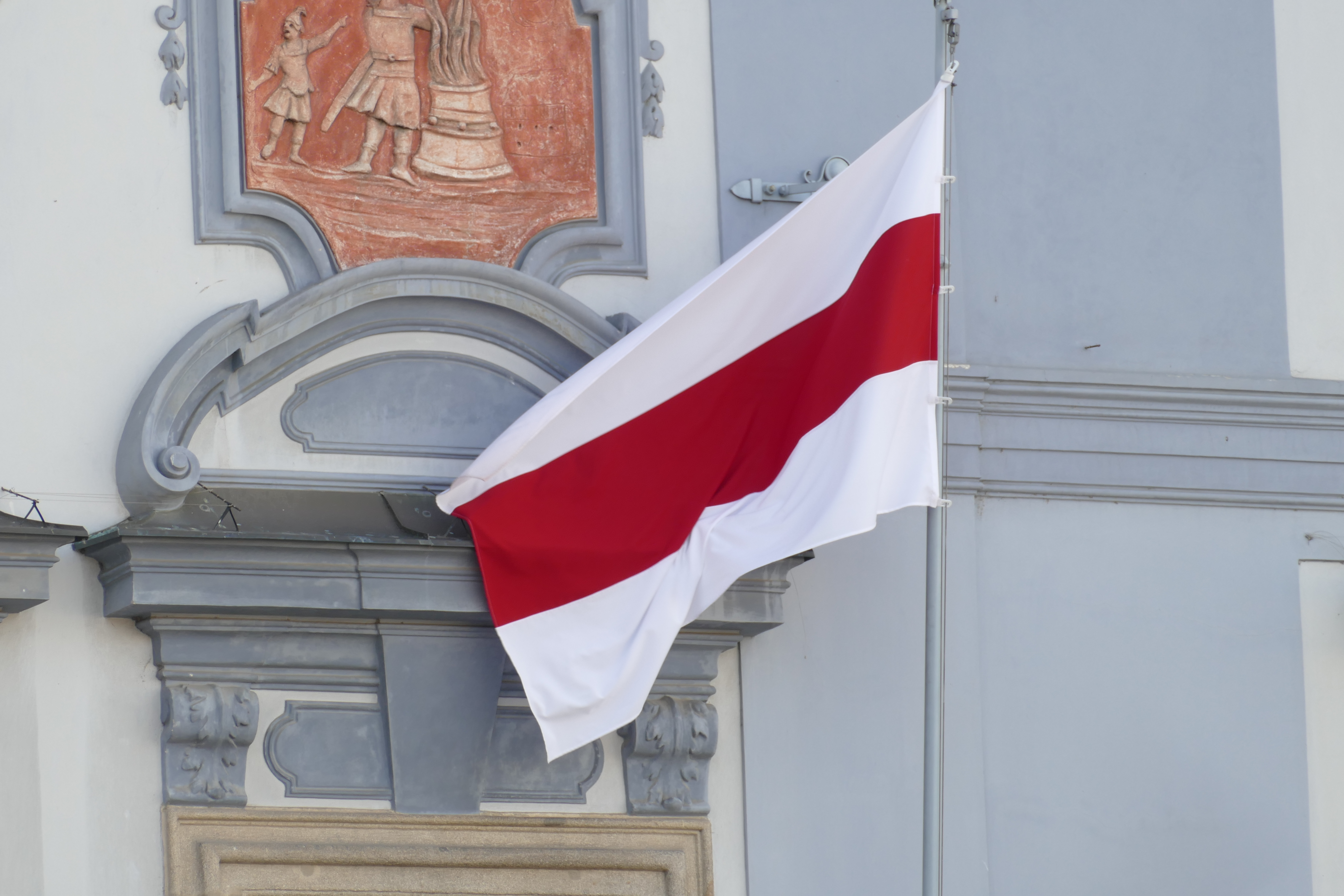
La bandera nacionalista en la diáspora, usada también entre 1991 y 1995 y posteriormente por la oposición al gobierno de Lukashenko.

Dos años más tarde, en marzo de 1990, se llevaron a cabo las elecciones para obtener escaños en el Sóviet Supremo de la RSS de Bielorrusia. Aunque el Frente Popular Bielorruso Pro-Independentista consiguió solo el 10 % de los escaños, el pueblo estaba contento con la selección de los delegados. Bielorrusia se declaró soberana el 27 de julio de 1990 mediante la Declaración de Soberanía de la República Socialista Soviética de Bielorrusia de la Unión Soviética. Con el apoyo del Partido Comunista, el nombre del país fue cambiado al de República de Belarús el 25 de agosto de 1991. Stanislav Shushkévich, el presidente del Sóviet Supremo de la Bielorrusia, se reunió con Borís Yeltsin de la RSFS de Rusia y con Leonid Kravchuk de la RSS de Ucrania el 8 de diciembre de 1991, en Belavézhskaya Puscha, donde firmaron el Tratado de Belavezha mediante el cual se declaraba formalmente la disolución de la Unión Soviética y la formación de la Comunidad de Estados Independientes. Una constitución nacional fue adoptada en marzo de 1994, en la que las funciones de primer ministro son concedidas al Presidente de Bielorrusia.
Las elecciones presidenciales de 1994 tuvieron dos rondas (24 de junio de 1994 y 10 de julio de 1994). En ellas resultó victorioso un hombre desconocido en el mundo de la política en aquel entonces, Aleksandr Lukashenko, ya que ganó más del 45 % de los votos en la primera vuelta y el 80 % en la segunda ronda, derrotando a Viacheslav Kébich, que consiguió el 14 %. Lukashenko, a pesar de verse cercado por acusaciones de violaciones de los derechos humanos, a lo que se sumó una grave crisis económica en 1998 y el boicot de la oposición a las elecciones parlamentarias del año 2000, fue reelegido en 2001, 2006, 2010, 2015 y en 2020. Fuera del país y para la oposición, se considera a Bielorrusia la última dictadura de Europa, puesto que Lukashenko ha modificado las leyes para favorecer su permanencia en el poder, es acusado de amañar las elecciones, además de encarcelar a sus opositores y prohibir la libertad de expresión, de prensa y de manifestación contra su gobierno. 
En el año 2020, la mala gestión de la pandemia de COVID-19 en el país, unido a la detención del bloguero y opositor Serguéi Tijanovski, quien se había presentado como candidato en las elecciones presidenciales tras denunciar en numerosos vídeos de su canal de Youtube la situación en la que se encontraba el país, provocó el inicio de las protestas contra el gobierno en el mes de mayo. La esposa de Tijanovski, Svetlana Tijanóvskaya, tomó el relevo de su marido y se presentó a candidata durante las elecciones, recibiendo el apoyo de numerosos opositores. Tras la detención de otros líderes de la oposición que también se habían presentado a las elecciones, como Víktor Babariko o la imposibilidad de presentar como candidato a Valeri Tsepkalo, Tajanóvskaya recibió el apoyo de María Kolesnikova, representante de la oficina de campaña de Babariko y de Veronika Tsepkalo, esposa de Tsepkalo, formando un trío de mujeres que lucharían contra Lukashenko en las elecciones generales, dando un importante poder a la mujer en la resistencia bielorrusa. Ante esto hecho, Lukashenko declaró que Bielorrusia no era un país para ser gobernado por una mujer, lo que llevó a una importante protesta de mujeres contra el presidente del gobierno.
Las elecciones presidenciales del mes de agosto tuvieron como resultado el apoyo del 80,1 % de los votos para Lukashenko y solo un 10,12 % a favor de Svetlana Tijanóvskaya, lo que provocó la denuncia de la oposición por supuesta irregularidad en el conteo de los votos y la protesta durante semanas de miles de bielorrusos en las distintas ciudades del país. Tras ser amenazada por la policía y ante el temor a ser detenida por denunciar los hechos, Tijanóvskaya abandonó el país dirigiéndose hacia Lituania, donde continua luchando desde el exilio. Por su parte, Verónica Tsepkalo escapó a Rusia, mientras que María Kolesnikova permaneció en el país hasta su detención en el mes de septiembre junto a otros opositores. Las protestas continuaron durante meses, siendo duramente reprimidas, finalizando con cerca de 8000 detenciones, hasta que desaparecieron debido a la fuerte represión. Las protestas contra el gobierno también se saldaron con miles de exiliados principalmente a Polonia y Lituania, entre los que se encuentran numerosos opositores, artistas y deportistas que apoyaron las protestas contra Lukashenko.
El apoyo de Lukashenko a Rusia en la invasión de la vecina Ucrania, ha provocado numerosas sanciones por parte de la Unión Europea a Bielorrusia, quien ha permitido el tránsito de los ejércitos rusos por su territorio, así como el establecimiento de reservas armamentísticas en el país, como por ejemplo armas nucleares tácticas rusas, provocando un temor en la población ante una posible intervención de Bielorrusia en la guerra de Ucrania. A su vez, el país ha acogido al Grupo Wagner, tras su rebelión en la vecina Rusia, provocando tensión entre Bielorrusia y sus vecinos de la OTAN (Polonia, Lituania y Letonia), ante el temor a posibles ataques por parte de dichos mercenarios.

## Gobierno y política
Bielorrusia es una república presidencial gobernada por un presidente y la Asamblea Nacional. De acuerdo con la Constitución, el presidente es elegido cada cinco años. La Asamblea Nacional es un parlamento bicameral compuesto por los 110 miembros de la Cámara de Representantes (cámara baja) y los 64 miembros del Consejo de la República (Cámara Alta). Antiguamente, la República Socialista Soviética de Bielorrusia era una de las quince Repúblicas de la Unión Soviética hasta el año 1991. Contaba con un Consejo Supremo de 421 diputados, de los cuales 319 eran bielorrusos, 69 rusos, trece ucranianos, cuatro polacos y dos judíos; de ellos, 292 eran miembros del PCUS y 153 eran mujeres.
La Cámara de Representantes tiene la facultad de designar al primer ministro, realizar cambios en la Constitución, convocar un voto de confianza al primer ministro y hacer sugerencias sobre la política interior y exterior. El Consejo de la República tiene la facultad de seleccionar funcionarios de gobierno, llevar a cabo un juicio político del presidente, y aceptar o rechazar los proyectos de ley aprobados por la Cámara de Representantes. Cada cámara tiene la capacidad de vetar cualquier ley aprobada por las autoridades locales si ello es contrario a la Constitución de la República de Bielorrusia.

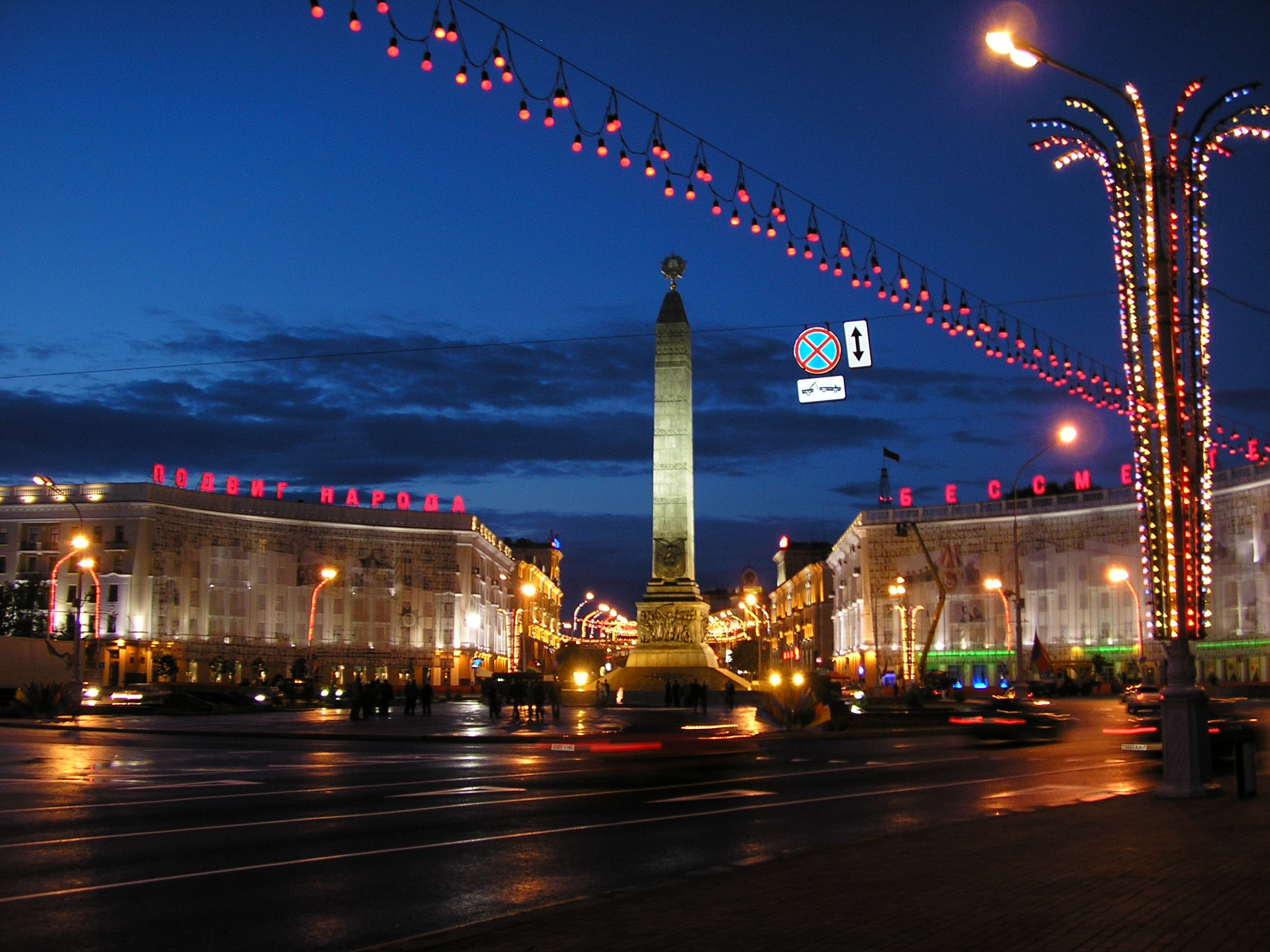
Plaza de la Victoria en Minsk

Aleksandr Lukashenko es, desde 1994, presidente del país. El Gobierno incluye un Consejo de Ministros, encabezado por el primer ministro. Los miembros de este Consejo pueden no ser miembros de la legislatura y son nombrados por el presidente. El poder judicial comprende el Tribunal Supremo y los tribunales especializados como el Tribunal Constitucional, que se ocupa de cuestiones específicas relacionadas con la Constitución y la ley de negocios. Los jueces de los tribunales nacionales son nombrados por el presidente y confirmados por el Consejo de la República. Para los casos penales, el más alto tribunal de apelación es el Tribunal Supremo. La Constitución bielorrusa prohíbe el uso de tribunales especiales para asuntos extrajudiciales.
El 14 de mayo de 1995, un referéndum otorgó poderes al presidente Aleksandr Lukashenko para disolver el parlamento y aumentar el grado de integración económica con Rusia. Un nuevo referéndum, el 24 de noviembre de 1996, permitía una nueva constitución que incrementaba todavía más los poderes presidenciales.
En 2007, 98 de los 110 miembros de la Cámara de Representantes no estaban afiliados a ningún partido político y de los otros doce miembros, ocho de ellos pertenecen al Partido Comunista de Bielorrusia, tres al Partido Agrario de Bielorrusia y uno al Partido Democrático Liberal. La mayoría de los no-partidarios representan un amplio abanico de organizaciones sociales como trabajadores, asociaciones públicas y organizaciones de la sociedad civil.
Las elecciones celebradas en agosto de 2020 fueron consideradas fraudulentas por la comunidad internacional. Las protestas de la población fueron reprimidas con dureza por el gobierno y se estima que más de 25 000 personas fueron detenidas durante los meses de agosto y septiembre de ese mismo año.

### Críticas al sistema político

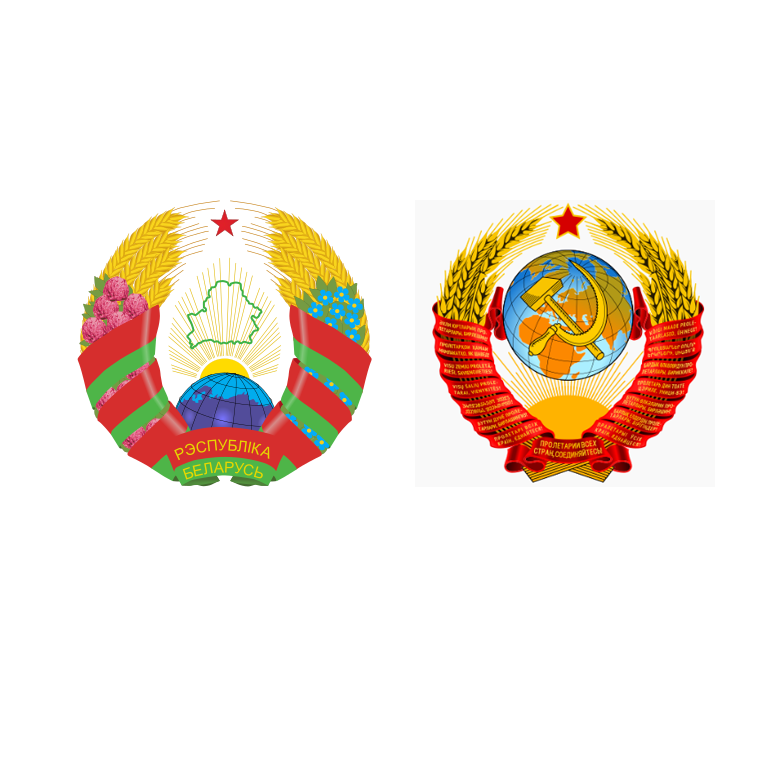
Comparación del escudo de la Unión Soviética y del emblema de Bielorrusia actual que, como varios de los Estados socialistas como el emblema de la Unión Soviética, tiene unas espigas de trigo a los lados y una estrella de cinco puntas en el medio.

En numerosos medios de comunicación y para algunos analistas políticos, las características autoritarias del Estado hacen de Bielorrusia: «la última dictadura de Europa».
Grupos como la Organización para la Seguridad y la Cooperación en Europa (OSCE) declararon «no libres» a las elecciones de 2004, debido a los malos resultados de los partidos de oposición y a la parcialidad de los medios de comunicación en favor del gobierno. En ellas, ni los partidos que apoyan a Lukashenko, como el Partido Republicano del Trabajo y la Justicia o la extinta Coalición Popular Plus 5, ni los partidos de la oposición, como el Partido del Frente Popular Bielorruso o el Partido Cívico Unido de Bielorrusia, obtuvieron ningún escaño.

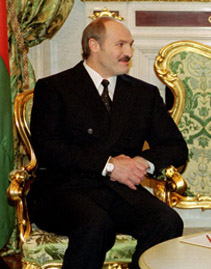
Aleksandr Lukashenko ha gobernado Bielorrusia desde 1994.

En las elecciones presidenciales de 2006, Lukashenko se opuso a Alaksandar Milinkievič, el candidato que representaba una coalición de partidos de la oposición, y a Alyaksandr Kazulin de los socialdemócratas. Kazulin fue detenido y golpeado por la policía durante las protestas en torno a la Asamblea del Pueblo de Bielorrusia. Lukashenko ganó las elecciones con el 80 % de los votos, pero la OSCE y otras organizaciones calificaron las elecciones de injustas.
Aleksandr Lukashenko se ha descrito a sí mismo como una persona que posee «una forma de gobernar autoritaria». Los países occidentales han descrito que Bielorrusia está gobernada por un dictador; el gobierno ha acusado a los mismos poderes occidentales de tratar de derrocar a Lukashenko. El Consejo de Europa ha prohibido que Bielorrusia sea miembro desde 1997 por considerarla antidemocrática y debido a las irregularidades electorales en el referéndum constitucional de noviembre de 1996 y en las elecciones al parlamento. El gobierno de Bielorrusia también es criticado por sus continuas violaciones a los derechos humanos y sus acciones contra las organizaciones no gubernamentales, periodistas independientes, las minorías nacionales y políticos de la oposición.
Bielorrusia es el único país de Europa que mantiene la pena de muerte para determinados delitos en tiempos de paz y de guerra. La Constitución también fue cambiada por Lukashenko, quien eliminó los límites de plazo para la presidencia. En su testimonio ante el Comité del Senado de Estados Unidos de Relaciones Exteriores, la ex secretaria de Estado, Condoleezza Rice, etiquetó a Bielorrusia entre las seis naciones que componen los «bastiones de la tiranía». En respuesta, el Gobierno bielorruso ha afirmado que la evaluación se encuentra «muy lejos de la realidad».

### Derechos humanos
Lukashenko se ha descrito a sí mismo como un «gobernante de estilo autoritario». Los países occidentales han descrito la Bielorrusia de Lukashenko como una dictadura, mientras que el gobierno bielorruso ha acusado a los mismos poderes occidentales de tratar de derrocar a Lukashenko. El Consejo de Europa ha prohibido a Bielorrusia la pertenencia a este organismo desde 1997 por las irregularidades en materia de votación y elecciones no democráticas en el referéndum constitucional de noviembre de 1996 y en las elecciones al Parlamento.
El gobierno bielorruso también es criticado por sus violaciones de los derechos humanos, la persecución de las organizaciones no gubernamentales, los periodistas independientes, las minorías nacionales y políticas de la oposición. En un testimonio ante el Comité del Senado de Relaciones Exteriores de los Estados Unidos, la ex Secretaria de Estado estadounidense, Condoleezza Rice, calificó Bielorrusia como uno de los seis "bastiones de la tiranía" del mundo. En respuesta, el gobierno bielorruso consideró la evaluación "muy alejada de la realidad". El Centro de Derechos Humanos Viasna enumera once presos políticos detenidos actualmente en Bielorrusia. Entre ellos se encuentra el activista de derechos humanos Ales Bialiatski, vicepresidente de la Federación Internacional por los Derechos Humanos y líder de Viasna.
En 2014, Lukashenko anunció la introducción de una nueva ley que prohíbe a los trabajadores de los koljoses (alrededor del 9 % de la fuerza de trabajo total) salir de sus puestos de trabajo a voluntad; cambiar de trabajo y su lugar de residencia requerirá el permiso de los gobernadores. La ley fue comparada con la servidumbre por el propio Lukashenko. En 2012 ya se introdujeron regulaciones similares para la industria forestal.
En materia de derechos humanos, respecto a la pertenencia a los siete organismos de la Carta Internacional de Derechos Humanos, que incluyen al Comité de Derechos Humanos (HRC), Bielorrusia ha firmado o ratificado:
| Bielorrusia | Tratados internacionales | Tratados internacionales | Tratados internacionales | Tratados internacionales | Tratados internacionales  | Tratados internacionales | Tratados internacionales | Tratados internacionales | Tratados internacionales  | Tratados internacionales | Tratados internacionales | Tratados internacionales | Tratados internacionales  | Tratados internacionales | Tratados internacionales | Tratados internacionales  | Tratados internacionales  | Tratados internacionales  |
| --- | ------------------------ | ------------------------ | ------------------------ | --- | ------------------------- | ------------------------ | ------------------------ | ------------------------ | ------------------------- | ------------------------ | ------------------------ | ------------------------ | ------------------------- | ------------------------ | ------------------------ | ------------------------- | ------------------------- | ------------------------- |
| Bielorrusia | CESCR                    | CESCR                    | CCPR                     | CCPR | CCPR                      | CERD                     | CED                      | CEDAW                    | CEDAW                     | CAT                      | CAT                      | CRC                      | CRC                       | CRC                      | CRC                      | MWC                       | CRPD                      | CRPD                      |
| Bielorrusia | CESCR                    | CESCR-OP                 | CCPR                     | CCPR-OP1 | CCPR-OP2-DP               | CERD                     | CED                      | CEDAW                    | CEDAW-OP                  | CAT                      | CAT-OP                   | CRC                      | CRC-OP-AC                 | CRC-OP-SC                | CRC-OP-CP                | MWC                       | CRPD                      | CRPD-OP                   |
| Pertenencia | Firmado y ratificado.    | Sin información.         | Firmado y ratificado.    | Bielorrusia ha reconocido la competencia de recibir y procesar comunicaciones individuales por parte de los órganos competentes. | Ni firmado ni ratificado. | Firmado y ratificado.    | Sin información.         | Firmado y ratificado.    | Ni firmado ni ratificado. | Firmado y ratificado.    | Sin información.         | Firmado y ratificado.    | Ni firmado ni ratificado. | Firmado y ratificado.    | Sin información.         | Ni firmado ni ratificado. | Ni firmado ni ratificado. | Ni firmado ni ratificado. |
| Firmado y ratificado, firmado, pero no ratificado, ni firmado ni ratificado, sin información, ha accedido a firmar y ratificar el órgano en cuestión, pero también reconoce la competencia de recibir y procesar comunicaciones individuales por parte de los órganos competentes. |                          |                          |                          | |                           |                          |                          |                          |                           |                          |                          |                          |                           |                          |                          |                           |                           |                           |

### Relaciones exteriores

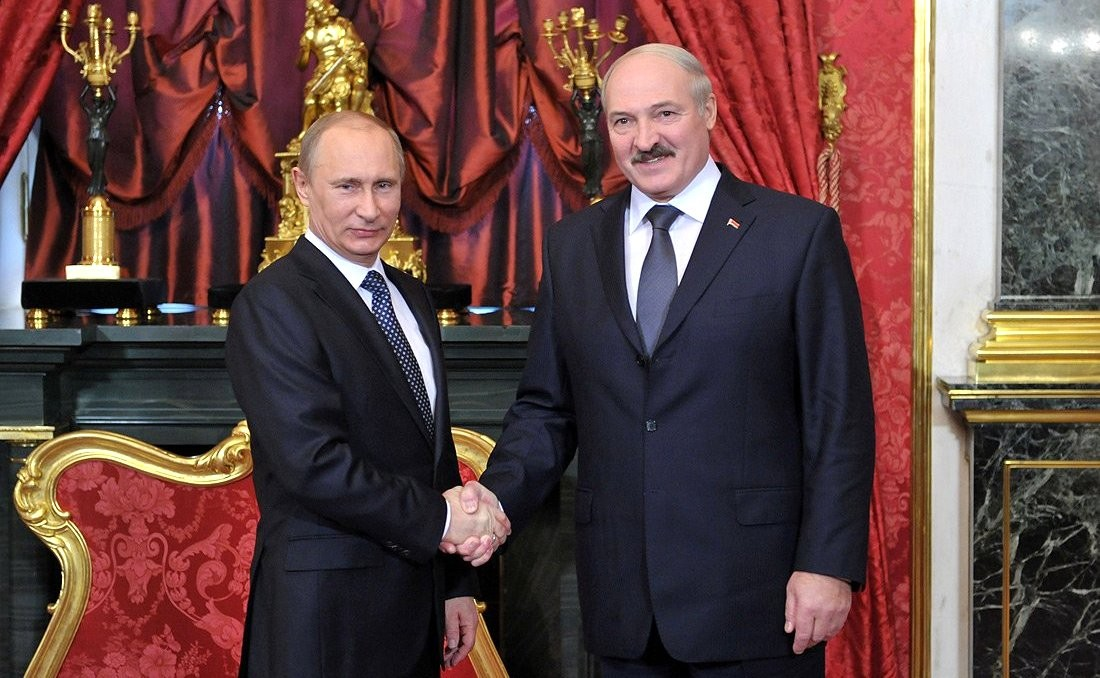
Aleksandr Lukashenko (derecha) junto con Vladímir Putin (presidente de Rusia) a la izquierda, año 2012.

Bielorrusia y Rusia han sido socios comerciales y aliados diplomáticos desde la desintegración de la Unión Soviética. Bielorrusia es dependiente de Rusia en cuanto a la importación de materias primas y su mercado de exportación. La Unión de Rusia y Bielorrusia, una confederación supranacional, se estableció en 1996-99. Se firmaron tratados que llaman a la unión monetaria, la igualdad de derechos, de una sola ciudadanía, y una política exterior y de defensa. Aunque el futuro de la Unión estaba en duda a causa de repetidos retrasos de Bielorrusia en la unión monetaria, a causa de la falta de una fecha de referéndum para el proyecto de Constitución y una disputa sobre el petróleo en 2006-07. El 11 de diciembre de 2007, surgieron informes de que un marco para el nuevo Estado había sido discutido entre ambos países. El 27 de mayo de 2008, el presidente bielorruso dijo que había nombrado al presidente del gobierno ruso, Vladímir Putin, como el "primer ministro" de la "Alianza Ruso-Bielorrusa". El significado de la medida no estaba claro. Sin embargo, se especulaba con que Putin podría convertirse en Presidente de un Estado unificado de Rusia y Bielorrusia después de dimitir como presidente de Rusia en mayo de 2008, aunque esto no ha ocurrido.
Bielorrusia es un miembro fundador de la Comunidad de Estados Independientes (CEI). Sin embargo, recientemente otros miembros de la CEI han cuestionado la eficacia de la organización. Bielorrusia tiene acuerdos comerciales con varios países europeos miembros de la Unión, así como con sus vecinos: Lituania, Polonia y Letonia (todos los cuales son miembros de la UE).
Las relaciones bilaterales con los Estados Unidos son tensas debido a que el Departamento de Estado de los Estados Unidos apoya la lucha contra diversas organizaciones no gubernamentales de Lukashenko y porque el gobierno de Bielorrusia ha puesto varias trabas para que las organizaciones estadounidenses puedan establecerse allí.

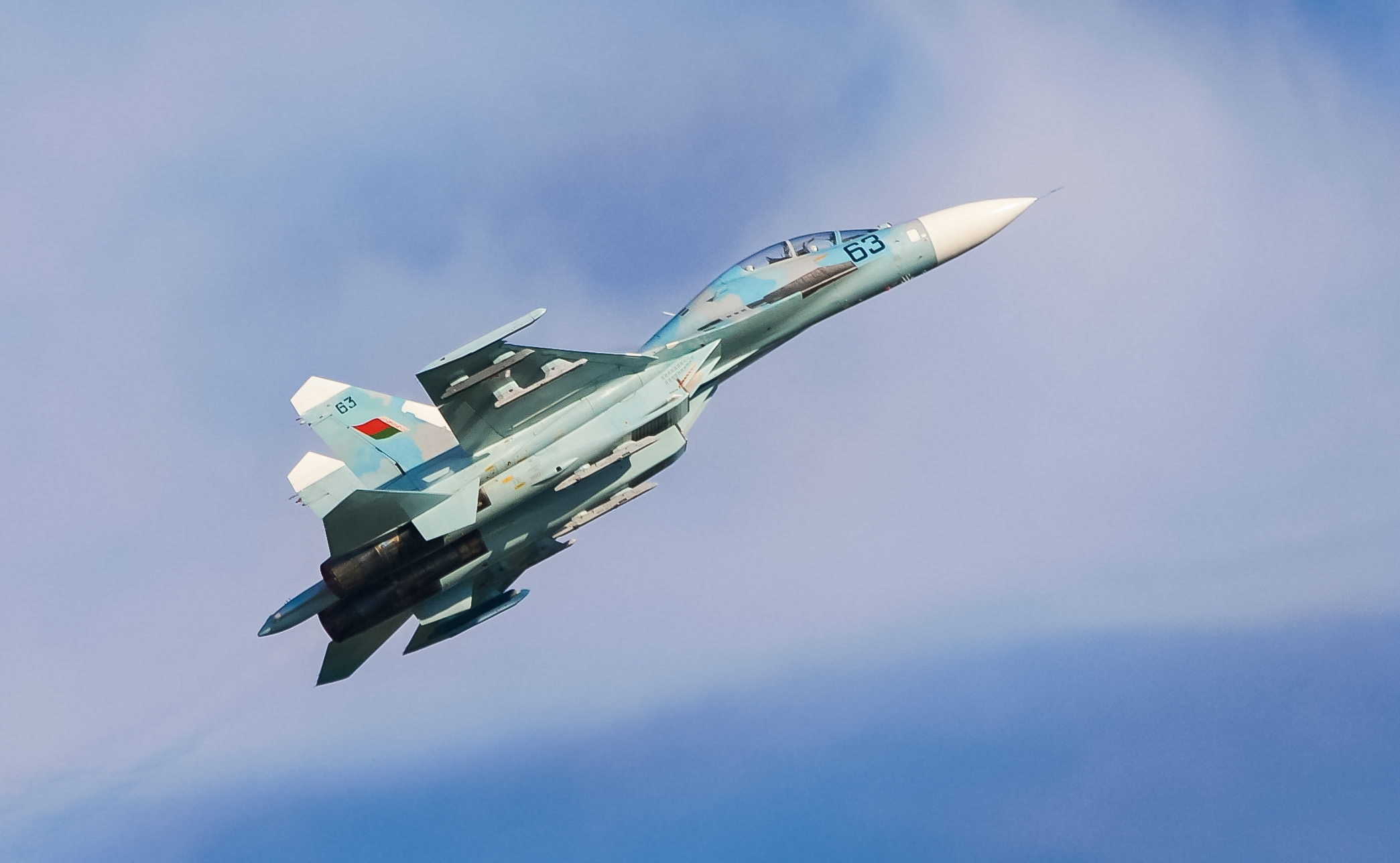
Un Su-27UBM bielorruso, una versión modificada de ese país.

Bielorrusia ha aumentado la cooperación con la República Popular China, reforzada por la visita del presidente Lukashenko a China en octubre de 2005. Bielorrusia tiene fuertes lazos con Siria, país al que el presidente Lukashenko considera un socio clave en el Oriente Próximo. Además de pertenecer a la CEI, Bielorrusia es miembro de la Comunidad Económica Eurasiática y la Organización del Tratado de la Seguridad Colectiva. Bielorrusia ha sido miembro de las organizaciones internacionales no Alineadas desde 1998 y miembro de las Naciones Unidas desde su fundación en 1945. Bielorrusia participa en la Asociación Oriental de la Unión Europea, una iniciativa dentro de la Política de Vecindad de la UE, dirigida a alcanzar la mayor cooperación política posible con Europa y a promover la integración económica.

### Fuerzas Armadas

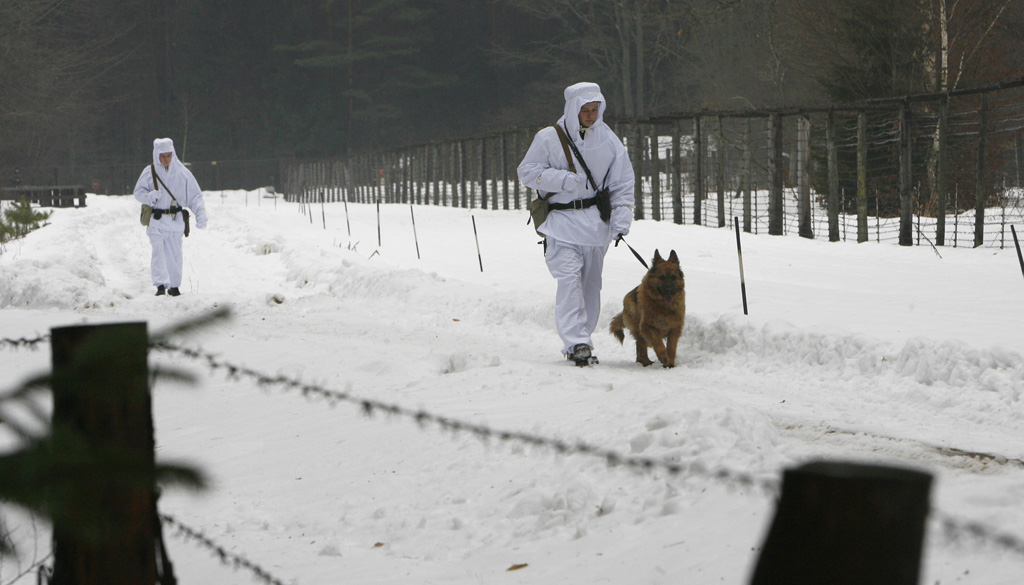
Soldados bielorrusos patrullan en el bosque de Białowieża, en la frontera con Polonia.

Las Fuerzas Armadas de Bielorrusia tienen tres ramas: el Ejército, la Fuerza Aérea y el personal del Ministerio de Defensa conjunto. El mayor general Víktor Jrenín encabeza el Ministerio de Defensa, y Aleksandr Lukashenko (presidente) sirve como comandante en jefe. Las Fuerzas Armadas se formaron en 1992, utilizando partes de las antiguas Fuerzas Armadas de la Unión Soviética en el nuevo territorio de la república. La transformación de las antiguas fuerzas soviéticas en las Fuerzas Armadas de Bielorrusia, que se completó en 1997, redujo el número de sus soldados en 30 000 y reestructuró su liderazgo y las formaciones militares. La mayoría de los miembros en servicio de las Fuerzas Armadas de Bielorrusia son conscriptos, que sirven por 12 meses si tienen educación superior o durante 18 meses si no la tienen. Sin embargo, la disminución demográfica de los bielorrusos en edad de reclutamiento ha aumentado la importancia de reclutar personal activo, que sumaban 12 000 efectivos en 2001. En 2005, alrededor del 1,4 % del producto interior bruto de Bielorrusia se dedicó a gastos militares. Bielorrusia no ha expresado su deseo de unirse a la OTAN, pero ha participado en el Programa de Asociación Individual desde 1997.

## Organización territorial
Bielorrusia está dividido en seis óblasts (vobłasć) o regiones, que llevan el nombre de las ciudades que sirven como centros administrativos. Cada óblast tiene un poder legislativo provincial, llamado oblsovet (Consejo del Óblast), que es elegido por los residentes de cada óblast, y un Poder Ejecutivo Provincial, cuyo jefe es nombrado por el presidente. Los óblasts se subdividen en raiones (traducido comúnmente como distritos). Al igual que los óblasts, cada raión tiene su autoridad legislativa propia (raisovet) que son elegidos por sus habitantes, y una autoridad ejecutiva (administración raión) nombrados por los poderes ejecutivos más altos. A partir de 2002, hay seis óblasts, 118 raiones, 102 ciudades y 108 asentamientos urbanos. En Minsk se da una situación especial, debido a que la ciudad actúa como la capital nacional. La ciudad de Minsk está dirigida por un comité ejecutivo y tiene una carta de la autonomía dada por el gobierno nacional.
1. Minsk
2. Centro administrativo del Óblast de Brest: Brest
3. Centro administrativo del Óblast de Gómel (o de Homiel): Gómel
4. Centro administrativo del Óblast de Grodno (o de Horadnia): Grodno
5. Centro administrativo del Óblast de Maguilov (o de Mahilou): Maguilov
6. Centro administrativo del Óblast de Minsk: Minsk
7. Centro administrativo del Óblast de Vítebsk: Vítebsk

### Ciudades
Lista de las diez principales ciudades de Bielorrusia:
| Principales ciudades de Bielorrusia | Principales ciudades de Bielorrusia | Principales ciudades de Bielorrusia | Principales ciudades de Bielorrusia | Principales ciudades de Bielorrusia |
| Nombre                              | Nombre                              | Nombre cirílico                     | Óblast                              | 2008                                |
| ----------------------------------- | ----------------------------------- | ----------------------------------- | ----------------------------------- | ----------------------------------- |
| 1                                   | Minsk                               | Мінск                               | Minsk                               | 1 830 700                           |
| 2                                   | Gómel                               | Гомель                              | Gómel                               | 527 886                             |
| 3                                   | Maguilov                            | Магілёў                             | Maguilov                            | 365 102                             |
| 4                                   | Vítebsk                             | Віцебск                             | Vítebsk                             | 342 381                             |
| 5                                   | Grodno                              | Гродна                              | Grodno                              | 325 162                             |
| 6                                   | Brest                               | Брэст                               | Brest                               | 312 950                             |
| 7                                   | Babruisk                            | Бабруйск                            | Maguilov                            | 227 000                             |
| 8                                   | Baránavichi                         | Баранавічы                          | Brest                               | 173 000                             |
| 9                                   | Borísov                             | Бары́саў                             | Minsk                               | 150 700                             |
| 10                                  | Orsha                               | О́рша                                | Vítebsk                             | 125 000                             |

## Economía
| Exportaciones a | Exportaciones a | Importaciones de | Importaciones de |
| País            | Porcentaje      | País             | Porcentaje       |
| --------------- | --------------- | ---------------- | ---------------- |
| Rusia           | 35,8            | Rusia            | 60,6             |
| Ucrania         | 5,7             | Alemania         | 6,7              |
| Polonia         | 5,3             | Polonia          | 3                |
| Alemania        | 4,4             | Lituania         | 1,2              |
| Otros           | 48,8            | Otros            | 28,5             |

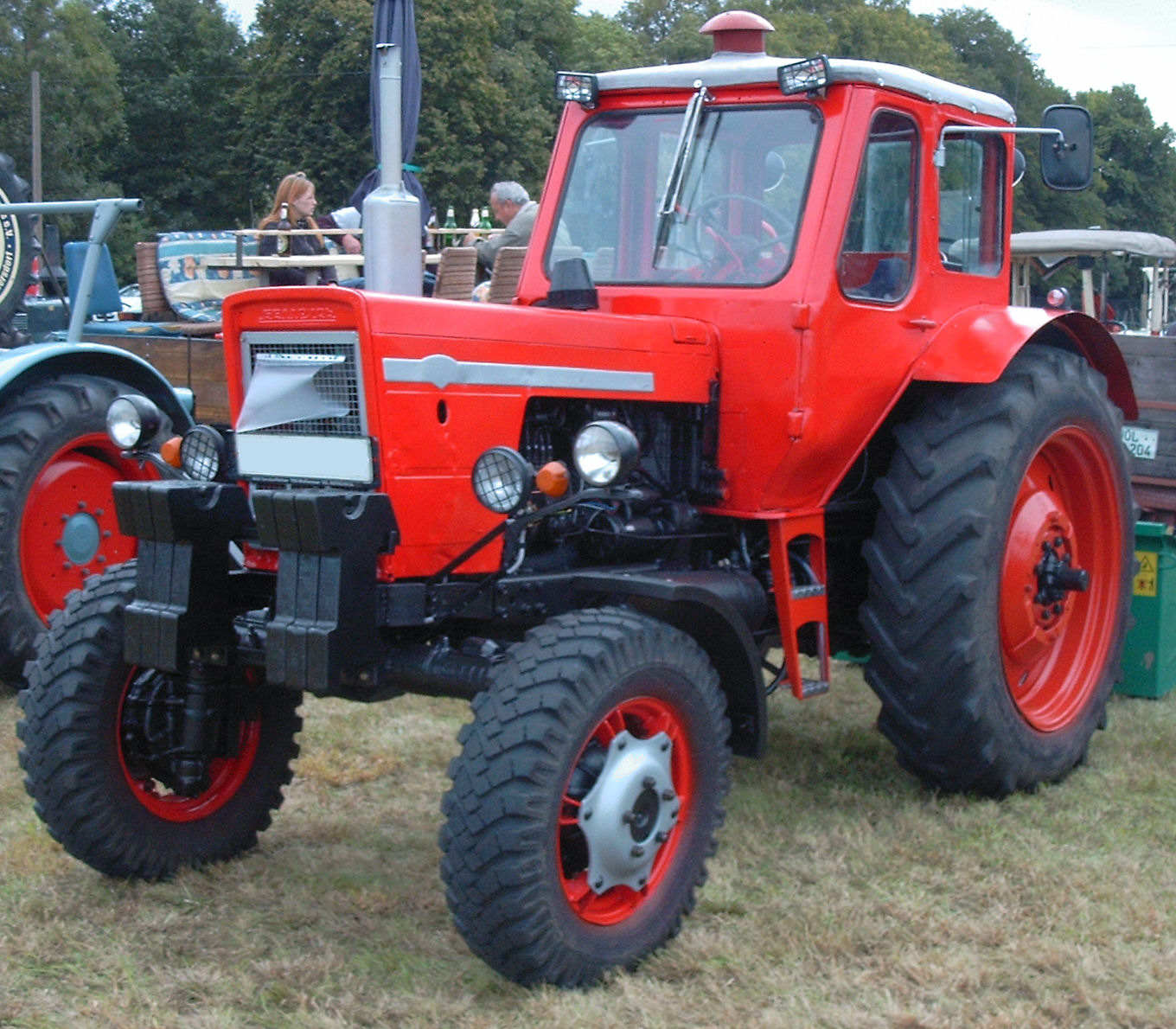
Tractor fabricado en Bielorrusia.

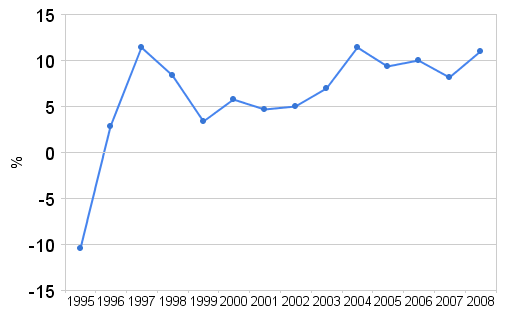
Imagen que muestra el crecimiento del PIB de Bielorrusia desde 1995 y la estimación para 2008.

La mayor parte de la economía del país está controlada por el Estado, que ha sido descrito como «de estilo soviético». Así, el 51,2 % de los bielorrusos están empleados por las compañías estatales, el 47,4 % son empleados por empresas privadas de Bielorrusia (de los cuales 5,7 % son en parte propiedad de extranjeros), y el 1,4 % son empleados por empresas extranjeras. El país depende de las importaciones como el petróleo de Rusia. Posee importantes productos agrícolas como lo son la patata y los subproductos animales, incluidos los de la carne y cueros. A partir de 1994, la mayoría de las exportaciones de Bielorrusia fueron la maquinaria pesada (especialmente tractores), los productos agrícolas, y los productos energéticos. Históricamente, las ramas más importantes de la industria son los textiles y la transformación de la madera. A partir de 1991, después de la disolución de la Unión Soviética, Bielorrusia fue uno de los estados más industrializados del mundo en porcentaje del producto interno bruto (PIB), así como el estado más rico de la CEI. Económicamente, Bielorrusia se ha involucrado en la CEI, en la Comunidad Económica Eurasiática, y en la Unión con Rusia. Durante la década de 1990, sin embargo, la producción industrial cayó debido a la disminución en los insumos importados, la caída en las inversiones y la baja demanda de exportaciones de los socios comerciales tradicionales. Hubo que esperar hasta 1996 para que el producto interior bruto volviera a subir. Esto coincidió con que el gobierno puso más énfasis en el uso del PIB para el bienestar social y los subsidios estatales. El PIB en 2006 fue de 83,1 mil millones dólares en paridad de poder adquisitivo (PPA) en dólares (estimación), o aproximadamente 8100 dólares per cápita. En el año 2005, el producto interior bruto aumentó en un 9,9 %, la tasa de inflación promedio fue de 9,5 %.
El mayor socio comercial de Bielorrusia es Rusia, con quien realizó casi la mitad del comercio total en 2006. En 2006, la Unión Europea se convirtió en socio comercial de Bielorrusia, con la que lleva a cabo casi un tercio del comercio exterior. Bielorrusia ha solicitado ser miembro de la Organización Mundial del Comercio en 1993.
La fuerza laboral se compone de más de cuatro millones de personas, pero las mujeres ocupan más puestos de trabajos que los hombres. En 2005, casi un cuarto de la población estaba empleada por las fábricas industriales. El empleo es también alto en la agricultura, la industria manufacturera de ventas, el comercio de bienes, y la educación. La tasa de desempleo, según estadísticas del gobierno de Bielorrusia, fue de 1,5 % en 2005. El número de desempleados ascendió a 679 000 de los cuales aproximadamente dos tercios son mujeres. La tasa de desempleo ha ido disminuyendo desde 2003, el más alto puesto de las estadísticas desde que fueron compiladas en 1995.

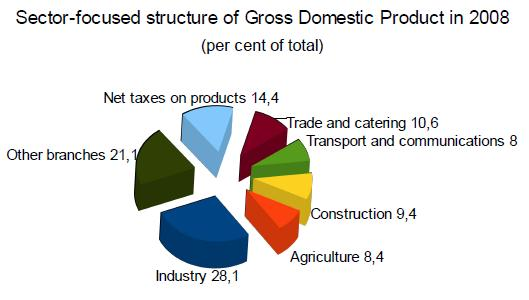
Estructura interna del Producto interno bruto en 2008: Industria: 28,1 %, Otros: 21,1 %, Impuestos netos a los productos: 14,4 %, Comercio: 10,6 %, Construcción: 9,4 %, Agricultura: 8,4 % y Transportes y comunicaciones: 8 %.

Evolución histórica del PIB real per cápita en Bielorrusia

La unidad monetaria bielorrusa es el rublo bielorruso (BYR). La moneda fue introducida en mayo de 1992, sustituyendo al rublo soviético. El rublo se reintrodujo con los nuevos valores en 2000 y ha estado en uso hasta el 1.º de julio de 2016. Como parte de la Unión de Rusia y Bielorrusia, ambos estados han discutido crear una sola moneda en el mismo sentido, como el euro. Esto ha llevado a la propuesta de que el rublo bielorruso debía ser abandonado en favor del rublo ruso (RUB), empezando desde el 1 de enero de 2008. En agosto de 2007, el Banco Nacional de Bielorrusia ya no fija más al rublo ruso con el rublo bielorruso. Una nueva moneda, el nuevo rublo bielorruso (código ISO 4217: BYN) se introdujo en julio de 2016, reemplazando al rublo bielorruso en una tasa de 1:10 000 (10 000 rublos antiguos = 1 rublo nuevo). Desde el 1 de julio hasta el 31 de diciembre de 2016, las monedas antiguas y nuevas estuvieron en circulación paralela y los billetes y monedas de la serie 2000 pasaron a poder intercambiarse por la serie 2009 desde el 1 de enero de 2017 hasta el 31 de diciembre de 2021. Esta redenominación puede considerarse un esfuerzo para combatir la alta tasa de inflación.
El sistema bancario de Bielorrusia está integrado por 30 bancos de propiedad estatal y un banco privado.
Según el Índice mundial de innovación, a cargo de la Organización Mundial de la Propiedad Intelectual, en 2024, Bielorrusia se ubicó en lugar 85 en innovación entre 132 países del mundo; mientras que en 2023 ocupó el lugar 80 y el lugar 77 en 2022.

## Geografía
Bielorrusia es un estado sin litoral, relativamente plano, y contiene grandes extensiones de tierras pantanosas. Según una estimación de 2005, hecha por las Naciones Unidas, el 40 % del territorio bielorruso está cubierto por bosques. Una gran cantidad de arroyos y 11 000 lagos se encuentran en Bielorrusia. Tres grandes ríos atraviesan el país: el río Niemen, el río Prípiat, y el río Dniéper. El Nieman fluye hacia el oeste hacia el mar Báltico y el Prípiat hacia el este hasta el Dniéper, el Dniéper fluye hacia el sur hacia el mar Negro. El punto más alto de Bielorrusia es el pico Dzyarzhynskaya Hara de 345 m sobre el nivel del mar y su punto más bajo está en el río Neman a 90 m. La elevación promedio de Bielorrusia es 160 m sobre el nivel del mar.
Los recursos naturales de Bielorrusia incluyen depósitos de turba, pequeñas cantidades de petróleo y gas natural, granito, dolomita (piedra caliza), marga, yeso, arena, grava y arcilla. Alrededor del 70 % de la radiación del desastre de Chernóbil en 1986, ocurrido en la vecina Ucrania ingresó en el territorio bielorruso, y en 2005 alrededor de un quinto de las tierras bielorrusas (principalmente tierras agrícolas y bosques en las provincias del sureste), continuaban siendo afectadas por la precipitación radiactiva. Las Naciones Unidas y otros organismos se han dirigido a reducir el nivel de radiación en las áreas más afectadas, especialmente a través de la utilización de ligantes de cesio y el cultivo de colza, que están destinadas a disminuir los niveles de suelo a cesio-137.
Bielorrusia limita con Letonia en el norte, hacia el noroeste con Lituania, Polonia al oeste, con la Federación de Rusia al norte y al este y con Ucrania, hacia el sur. Tratados firmados en 1995 y en 1996 han demarcado las fronteras con Letonia y Lituania, pero Bielorrusia nunca ratificó un Tratado constitutivo en 1997 referente a la frontera con Ucrania. Bielorrusia y Lituania ratificaron los documentos de la demarcación fronteriza definitiva en febrero de 2007.

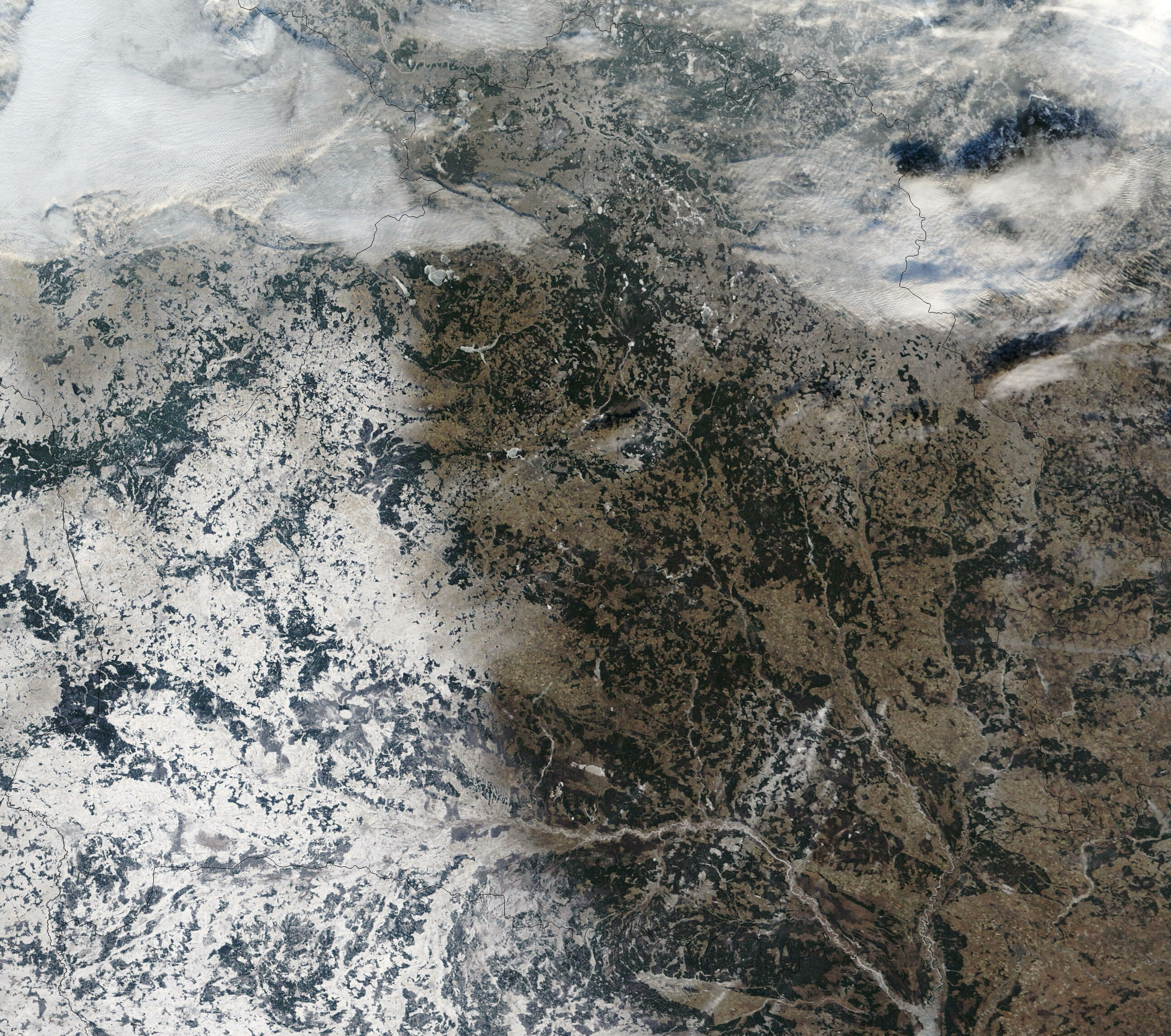
Imagen satelital de Bielorrusia tomada en diciembre de 2002.
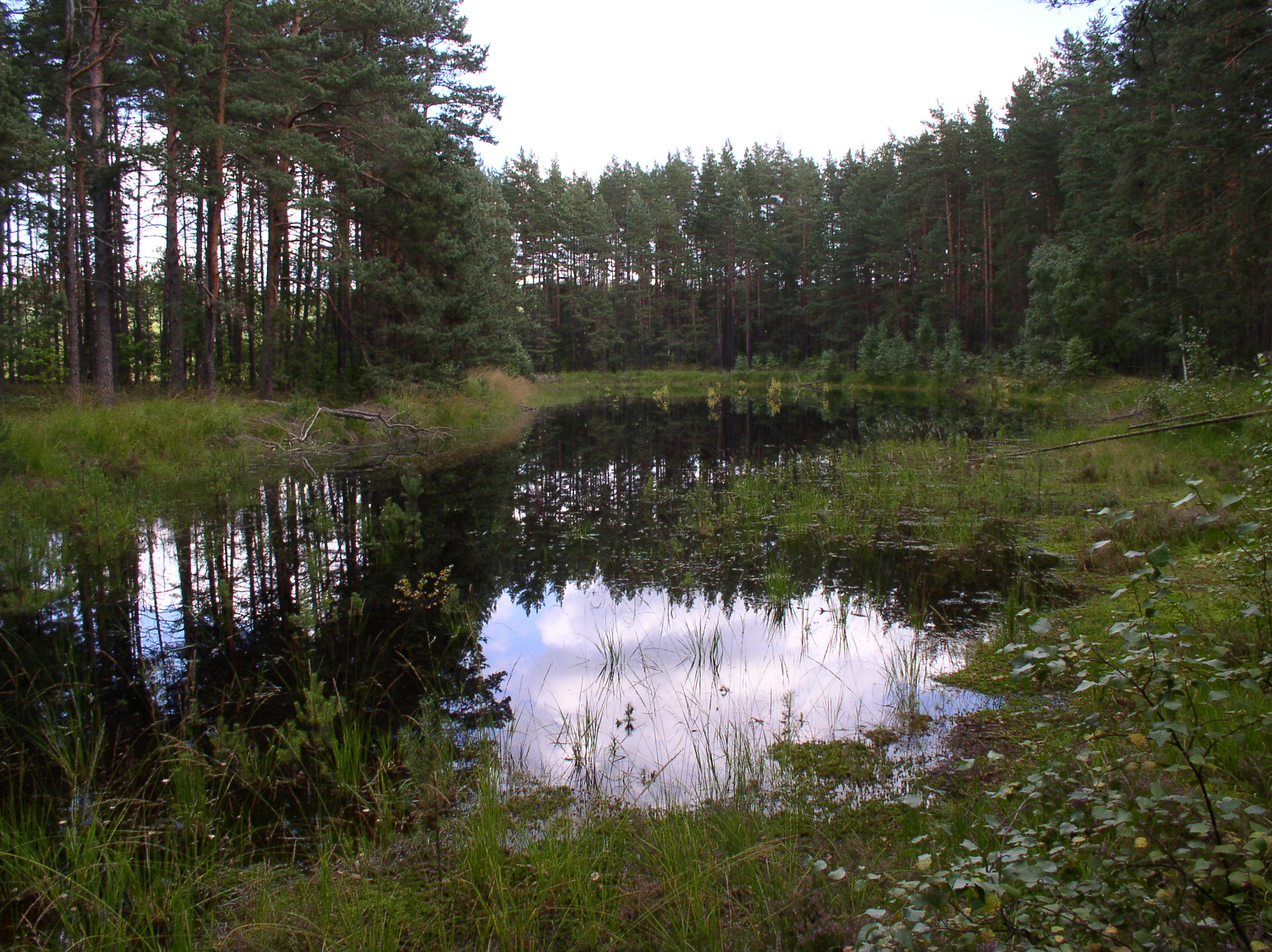
Lago Tapily, Bielorrusia.
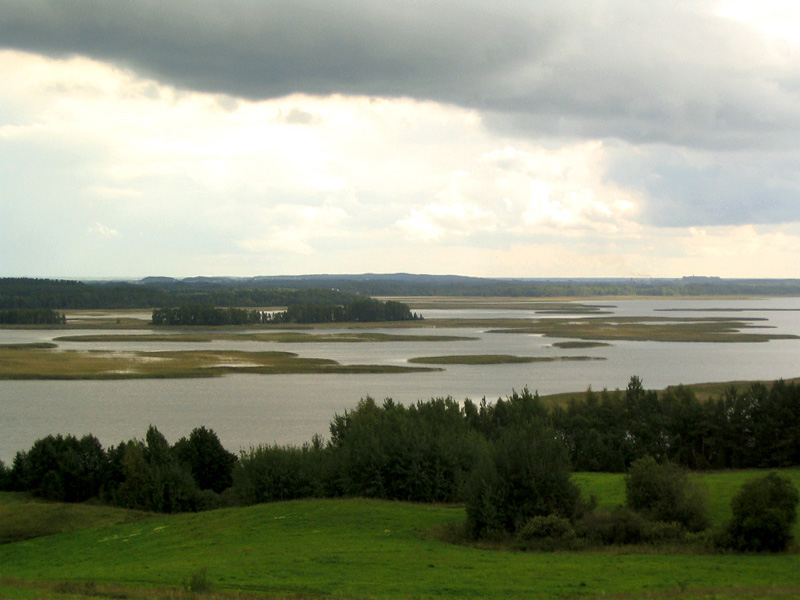
El lago Strusta, en la provincia de Vítebsk.
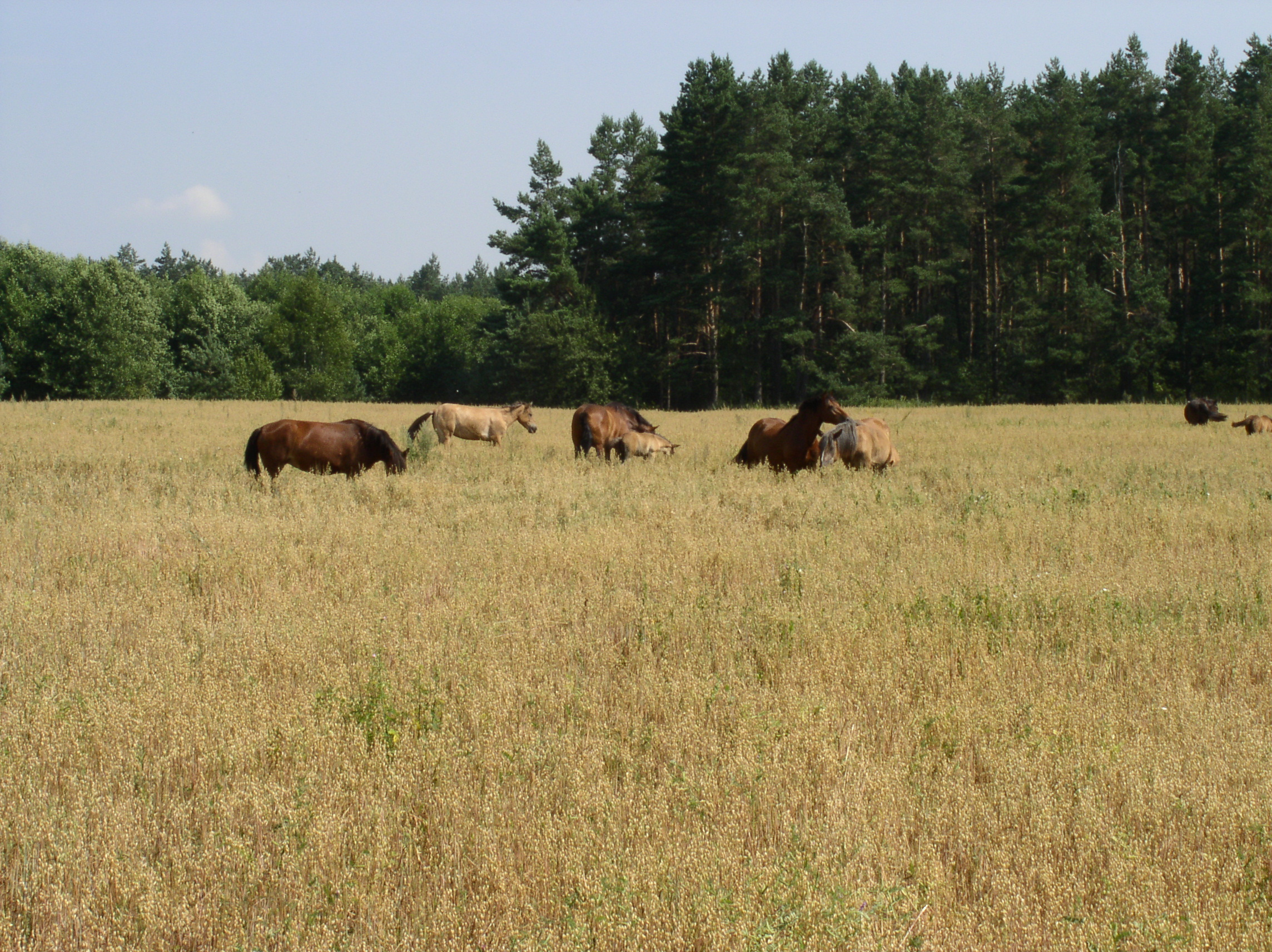
Criadero de caballos, en la provincia de Minsk.

### Clima
Debido a la proximidad del mar Báltico (257 kilómetros en el punto más cercano), el país tiene un clima continental moderado, con inviernos fríos y veranos frescos y húmedos, en transición a un clima marítimo. El invierno dura entre 105 y 145 días, mientras que el verano puede llegar hasta los 150 días. La temperatura media en enero es de unos –6 °C, mientras que en julio es de unos 18 °C, con alta humedad. La media anual de precipitaciones oscila entre 550 y 700 mm, dependiendo de la zona, con cantidades a veces excesivas.
Clima en Minsk
| Parámetros climáticos promedio de Minsk (1981–2010) | Parámetros climáticos promedio de Minsk (1981–2010) | Parámetros climáticos promedio de Minsk (1981–2010) | Parámetros climáticos promedio de Minsk (1981–2010) | Parámetros climáticos promedio de Minsk (1981–2010) | Parámetros climáticos promedio de Minsk (1981–2010) | Parámetros climáticos promedio de Minsk (1981–2010) | Parámetros climáticos promedio de Minsk (1981–2010) | Parámetros climáticos promedio de Minsk (1981–2010) | Parámetros climáticos promedio de Minsk (1981–2010) | Parámetros climáticos promedio de Minsk (1981–2010) | Parámetros climáticos promedio de Minsk (1981–2010) | Parámetros climáticos promedio de Minsk (1981–2010) | Parámetros climáticos promedio de Minsk (1981–2010) |
| Mes                                                 | Ene.                                                | Feb.                                                | Mar.                                                | Abr.                                                | May.                                                | Jun.                                                | Jul.                                                | Ago.                                                | Sep.                                                | Oct.                                                | Nov.                                                | Dic.                                                | Anual                                               |
| --------------------------------------------------- | --------------------------------------------------- | --------------------------------------------------- | --------------------------------------------------- | --------------------------------------------------- | --------------------------------------------------- | --------------------------------------------------- | --------------------------------------------------- | --------------------------------------------------- | --------------------------------------------------- | --------------------------------------------------- | --------------------------------------------------- | --------------------------------------------------- | --------------------------------------------------- |
| Temp. máx. abs. (°C)                                | 10.3                                                | 13.6                                                | 18.9                                                | 26.0                                                | 30.9                                                | 32.5                                                | 35.0                                                | 34.6                                                | 30.3                                                | 24.7                                                | 16.0                                                | 10.3                                                | 34.6                                                |
| Temp. máx. media (°C)                               | -2.1                                                | -1.4                                                | 3.8                                                 | 12.2                                                | 18.7                                                | 21.5                                                | 23.6                                                | 22.8                                                | 16.7                                                | 10.2                                                | 2.9                                                 | -1.2                                                | 10.6                                                |
| Temp. media (°C)                                    | -4.5                                                | -4.4                                                | 0.0                                                 | 7.2                                                 | 13.3                                                | 16.4                                                | 18.5                                                | 17.5                                                | 12.1                                                | 6.6                                                 | 0.6                                                 | -3.4                                                | 6.7                                                 |
| Temp. mín. media (°C)                               | -6.7                                                | -7.0                                                | -3.3                                                | 2.6                                                 | 8.1                                                 | 11.7                                                | 13.8                                                | 12.8                                                | 8.2                                                 | 3.6                                                 | -1.3                                                | -5.5                                                | 3.1                                                 |
| Temp. mín. abs. (°C)                                | -39.1                                               | -35.1                                               | -30.5                                               | -18.4                                               | -5.0                                                | 0.0                                                 | 3.8                                                 | 1.7                                                 | -4.7                                                | -12.9                                               | -20.4                                               | -30.6                                               | -39.1                                               |
| Precipitación total (mm)                            | 45                                                  | 38                                                  | 44                                                  | 42                                                  | 65                                                  | 89                                                  | 89                                                  | 68                                                  | 60                                                  | 53                                                  | 48                                                  | 49                                                  | 690                                                 |
| Días de precipitaciones (≥ 1 mm)                    | 11                                                  | 9                                                   | 11                                                  | 13                                                  | 18                                                  | 19                                                  | 18                                                  | 15                                                  | 18                                                  | 18                                                  | 17                                                  | 13                                                  | 180                                                 |
| Horas de sol                                        | 46.5                                                | 70.6                                                | 127.1                                               | 177.0                                               | 254.2                                               | 261.0                                               | 257.3                                               | 235.6                                               | 165.0                                               | 99.2                                                | 36.0                                                | 24.8                                                | 1754.3                                              |
| Fuente: Pogoda & Climate (UN)                       |                                                     |                                                     |                                                     |                                                     |                                                     |                                                     |                                                     |                                                     |                                                     |                                                     |                                                     |                                                     |                                                     |

Clima en Gómel
| Parámetros climáticos promedio de Gómel (1981–2010)                    | Parámetros climáticos promedio de Gómel (1981–2010) | Parámetros climáticos promedio de Gómel (1981–2010) | Parámetros climáticos promedio de Gómel (1981–2010) | Parámetros climáticos promedio de Gómel (1981–2010) | Parámetros climáticos promedio de Gómel (1981–2010) | Parámetros climáticos promedio de Gómel (1981–2010) | Parámetros climáticos promedio de Gómel (1981–2010) | Parámetros climáticos promedio de Gómel (1981–2010) | Parámetros climáticos promedio de Gómel (1981–2010) | Parámetros climáticos promedio de Gómel (1981–2010) | Parámetros climáticos promedio de Gómel (1981–2010) | Parámetros climáticos promedio de Gómel (1981–2010) | Parámetros climáticos promedio de Gómel (1981–2010) |
| Mes                                                                    | Ene.                                                | Feb.                                                | Mar.                                                | Abr.                                                | May.                                                | Jun.                                                | Jul.                                                | Ago.                                                | Sep.                                                | Oct.                                                | Nov.                                                | Dic.                                                | Anual                                               |
| ---------------------------------------------------------------------- | --------------------------------------------------- | --------------------------------------------------- | --------------------------------------------------- | --------------------------------------------------- | --------------------------------------------------- | --------------------------------------------------- | --------------------------------------------------- | --------------------------------------------------- | --------------------------------------------------- | --------------------------------------------------- | --------------------------------------------------- | --------------------------------------------------- | --------------------------------------------------- |
| Temp. máx. abs. (°C)                                                   | 9.6                                                 | 15.8                                                | 21.5                                                | 29.3                                                | 32.5                                                | 34.0                                                | 37.9                                                | 38.9                                                | 32.2                                                | 27.5                                                | 18.0                                                | 11.6                                                | 38.9                                                |
| Temp. máx. media (°C)                                                  | -2.0                                                | -1.2                                                | 4.6                                                 | 13.3                                                | 20.2                                                | 23.2                                                | 25.2                                                | 24.3                                                | 18.1                                                | 11.3                                                | 3.4                                                 | -1.0                                                | 11.6                                                |
| Temp. media (°C)                                                       | -4.5                                                | -4.2                                                | 0.7                                                 | 8.4                                                 | 14.8                                                | 17.9                                                | 19.8                                                | 18.7                                                | 13.0                                                | 7.1                                                 | 0.8                                                 | -3.3                                                | 7.4                                                 |
| Temp. mín. media (°C)                                                  | -6.9                                                | -7.1                                                | -2.8                                                | 4.0                                                 | 9.6                                                 | 12.9                                                | 14.8                                                | 13.6                                                | 8.7                                                 | 3.7                                                 | -1.4                                                | -5.6                                                | 3.6                                                 |
| Temp. mín. abs. (°C)                                                   | -35.0                                               | -35.1                                               | -33.7                                               | -13.6                                               | -2.5                                                | -0.2                                                | 6.0                                                 | 1.2                                                 | -3.2                                                | -12.0                                               | -21.7                                               | -30.8                                               | -35.1                                               |
| Precipitación total (mm)                                               | 34                                                  | 33                                                  | 33                                                  | 38                                                  | 56                                                  | 80                                                  | 90                                                  | 61                                                  | 58                                                  | 56                                                  | 47                                                  | 40                                                  | 626                                                 |
| Días de precipitaciones (≥ 1 mm)                                       | 9.4                                                 | 7.3                                                 | 7.7                                                 | 7.8                                                 | 8.0                                                 | 10.3                                                | 9.4                                                 | 8.0                                                 | 8.0                                                 | 7.5                                                 | 9.3                                                 | 10.1                                                | 102.8                                               |
| Horas de sol                                                           | 52.7                                                | 73.2                                                | 130.2                                               | 177.0                                               | 263.5                                               | 264.0                                               | 260.4                                               | 244.9                                               | 168.0                                               | 114.7                                               | 45.0                                                | 31.0                                                | 1824.6                                              |
| Fuente n.º 1: Pogoda & Climate (UN)                                    |                                                     |                                                     |                                                     |                                                     |                                                     |                                                     |                                                     |                                                     |                                                     |                                                     |                                                     |                                                     |                                                     |
| Fuente n.º 2: HKO (horas de sol y días de precipitaciones, 1961–1990). |                                                     |                                                     |                                                     |                                                     |                                                     |                                                     |                                                     |                                                     |                                                     |                                                     |                                                     |                                                     |                                                     |

## Ecología

Mapa que muestra la contaminación por cesio-137 en Bielorrusia, Rusia y Ucrania. En curios por m² (1 curio son 37 gigabequerelios [GBq]).

La gran parte de las ciudades bielorrusas presentan unas tasas de contaminación elevadas, que se acentúan todavía más en los centros industriales como son Saligorsk o Navapólatsk. El origen de esta fuerte polución se encuentra en los años posteriores a la Segunda Guerra Mundial, pues es en esta época cuando comenzaron a desenvolver su actividad diversas industrias pesadas en el país.
No obstante, el problema medioambiental más serio al que se enfrenta el país lo representa la contaminación derivada de la explosión, en abril de 1986, de la Central Nuclear de Chernóbil (norte de Ucrania), al encontrarse ésta localizada a 16 km al sur de la frontera de Bielorrusia. Consecuentemente, un porcentaje superior al 60 % de la precipitación altamente radiactiva de cesio, estroncio y plutonio emitida a la atmósfera acabó en territorio bielorruso, afectando a una quinta parte del mismo y a más de dos millones de sus habitantes. En los días que siguieron al accidente, el mayor peligro se encontraba en el aire, pues los vientos hicieron que la nube radiactiva pasase de forma inmediata al espacio de Bielorrusia. Sin embargo, con el paso del tiempo los radioisótopos de larga duración pasaron del medio aéreo al suelo, representando un peligro permanente para el agua subterránea, el ganado y la producción agrícola. A causa del desastre, más de 160 000 bielorrusos se vieron forzados a abandonar sus hogares situados en las regiones más afectadas por la contaminación de Gómel, Maguilov y Brest. En la actualidad, las aldeas de las zonas más afectadas por la contaminación sufren escasez de alimentos, entre otros bienes, al mismo tiempo que las enfermedades producidas por las radiaciones se multiplican con el devenir del tiempo.
Los bosques de Bielorrusia ocupan el 40 % de la superficie del país. Están limpios, bien administrados y altamente protegidos. La Constitución estipula que los bosques pertenecen al Estado; por lo tanto, no hay bosques privados en Bielorrusia. Sin embargo, algunas zonas forestales se alquilan a empresas internacionales. La tala está muy regulada para mantener una cubierta forestal estable y muchas zonas están protegidas. El elevado número de guardas forestales y un nivel relativamente bajo de corrupción permite al país aplicar sus leyes mejor que muchos de sus vecinos, como Rusia, Ucrania o Polonia.
La política de protección de los bosques es de larga data. La tala masiva había comenzado a erosionar seriamente los bosques del país a principios del siglo XX. En 1945, ocuparon solo el 25% del territorio de Bielorrusia. Sin embargo, a partir del decenio de 1950, la política ambiental del régimen soviético hizo hincapié en el equilibrio entre la explotación y la protección de los recursos naturales, de modo que a principios del decenio de 1990 el país había vuelto a la zona forestal de principios de siglo.
El bosque de Białowieża ha sido Patrimonio de la Humanidad de la UNESCO desde 1992. Considerado como "el último bosque primario de Europa", fue utilizado como coto de caza por la aristocracia rusa ya en el siglo XV. Durante el período soviético, después de la Segunda Guerra Mundial, se convirtió en una zona protegida, un escaparate de la política ecológica del régimen comunista. Refugio de muchos mamíferos (en particular el bisonte europeo), concentra por sí solo el 70 % de la flora de Bielorrusia.

## Demografía

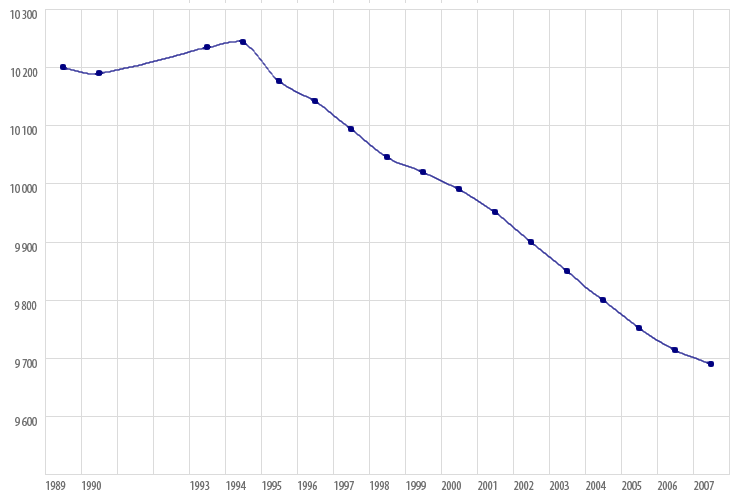
Evolución de la población del país entre 1989 y 2007, en miles de habitantes.

Densidad poblacional, 2016.

En 2007, los bielorrusos étnicos constituían el 81,2 % del total de la población de Bielorrusia. La minoría restante se componía de grupos étnicos como los rusos (11,4 %), polacos (3,9 %), y ucranianos (2,4 %). En una década, la proporción de bielorrusos había aumentado, mientras se reducía la de las minorías étnicas. Así, los bielorrusos habían pasado a ser el 84,9%; los rusos, el 7,5 %; los polacos, el 3,1 %; y los ucranianos, el 1,7 %.
Según el mencionado censo de 2019, la población de Bielorrusia era de 9,41 millones de habitantes y el país tenía una densidad de población de aproximadamente 45 personas por kilómetro cuadrado. 
Los dos idiomas oficiales son el bielorruso y el ruso. El ruso es el idioma principal utilizado por el 72 % de la población, mientras que el bielorruso, el otro idioma oficial, solo es usado por el 19,2 % de los habitantes. Otras minorías también hablan polaco, ucraniano e ídish oriental.
El 71,7 % de la población total de Bielorrusia se concentra en las zonas urbanas. Minsk, la capital del país y la ciudad más grande, tiene una población de 1 995 471 residentes. Gómel, con 481 000 personas, es la segunda ciudad más grande y es la capital de la provincia de Gómel. Otras grandes ciudades son Maguilov (365 100), Vítebsk (342 400), Hrodna (314 800) y Brest (298 300).
Al igual que muchos otros países europeos, Bielorrusia tiene una tasa negativa de crecimiento de la población y una tasa negativa de crecimiento natural. En 2007, la población de Bielorrusia disminuyó en un 0,41 % y su tasa de fecundidad fue de 1,22, muy por debajo de la tasa de reemplazo. Su tasa de migración neta es 0,38 por cada 1000 personas, lo que indica que Bielorrusia experimenta la inmigración un poco más que la emigración. A partir de 2007, el 69,7 % de la población bielorrusa tiene entre 14 a 64; 16 % es menor de 15, y el 14,6 % tiene 65 o más. Su población está envejeciendo: mientras que la edad media actual es de 37 años, se estima que la "edad mediana será de 51 en 2050" para los bielorrusos. Hay alrededor de 0,88 hombres por cada mujer en Bielorrusia.
La esperanza de vida promedio no ha hecho más que aumentar. Si en 2007 era de 68,7 años (63,0 años para los hombres y 74,9 años para las mujeres), en 2019 había aumentado a 72,15 años (66,53 años para los hombres y 78,1 años para las mujeres).
Más del 99 % de los bielorrusos mayores de 15 años están alfabetizados.

### Religión

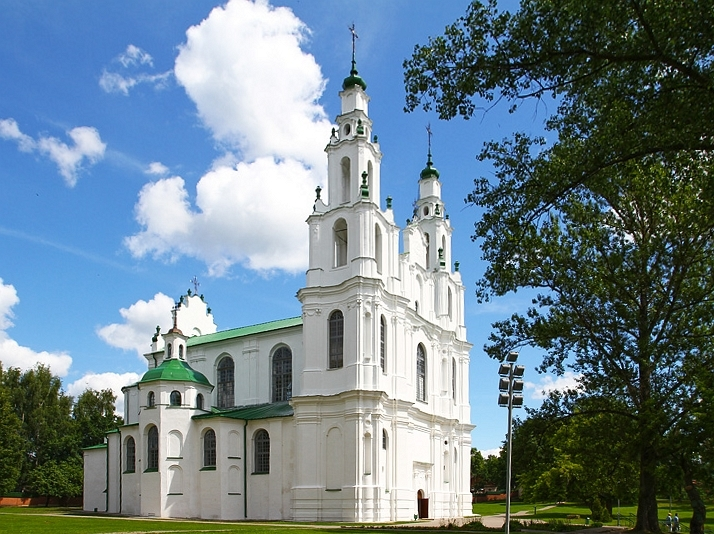
Catedral de Santa Sofía, en Pólatsk, un ejemplo de arquitectura del de Polonia-Lituania.

Según el censo de noviembre de 2011, el 58,6 % de todos los bielorrusos se adhieren a algún tipo de religión. De ellos, el cristianismo ortodoxo (Exarcado de Bielorrusia de la Iglesia ortodoxa rusa) representa alrededor del 82 %. El catolicismo romano se practica principalmente en las regiones occidentales y también hay diferentes denominaciones de protestantismo. Entre las minorías figuran el catolicismo griego, el judaísmo, el islam y el neopaganismo. En general en 2020, el 83,3 % de la población religiosa se adhería al cristianismo ortodoxo, el 7,8 % eran católicos, el 6,7 % eran protestantes y el 2,2 % seguían otras religiones.
La minoría católica de Bielorrusia se concentra en la parte occidental del país, especialmente alrededor de Hrodna. Está compuesta por una mezcla de bielorrusos y las minorías polaca y lituana del país. En una declaración a los medios de comunicación sobre los lazos entre Bielorrusia y el Vaticano, el presidente Lukashenko declaró que los creyentes ortodoxos y católicos son las «dos confesiones principales en nuestro país».
Bielorrusia fue una vez un importante centro de judíos europeos, con un 10 % de la población judía. Pero desde mediados del siglo XX, el número de judíos se ha reducido por el Holocausto, la deportación y la emigración, por lo que hoy es una minoría muy pequeña de menos del uno por ciento. Los tártaros de Lipka, que suman más de 15 000, son predominantemente musulmanes. Según el artículo 16 de la Constitución, Bielorrusia no tiene religión oficial. Si bien la libertad de culto se otorga en el mismo artículo, se pueden prohibir las organizaciones religiosas consideradas perjudiciales para el gobierno o el orden social.
Bielorrusia ha apoyado históricamente a diferentes religiones, en su mayoría ortodoxa rusa, el catolicismo (sobre todo en las regiones occidentales), diferentes denominaciones del protestantismo (sobre todo durante el tiempo de la unión con la Suecia protestante). Importantes minorías practican el judaísmo y otras religiones. Muchos bielorrusos se convirtieron a la Iglesia ortodoxa rusa después de que Bielorrusia fuera anexionada por Rusia después de las particiones de la Mancomunidad de Polonia-Lituania. Como consecuencia de ello, la iglesia ortodoxa de Rusia ahora tiene más miembros que otras denominaciones.

Bielorrusia posee una minoría católica, que constituye quizá el 10 % de la población del país y se concentra en la parte occidental del país, especialmente alrededor de Hrodna. Se compone de una mezcla de los bielorrusos y de las minorías polacas y lituanas del país. Aproximadamente el 1 % pertenece a la Iglesia greco-católica bielorrusa. 

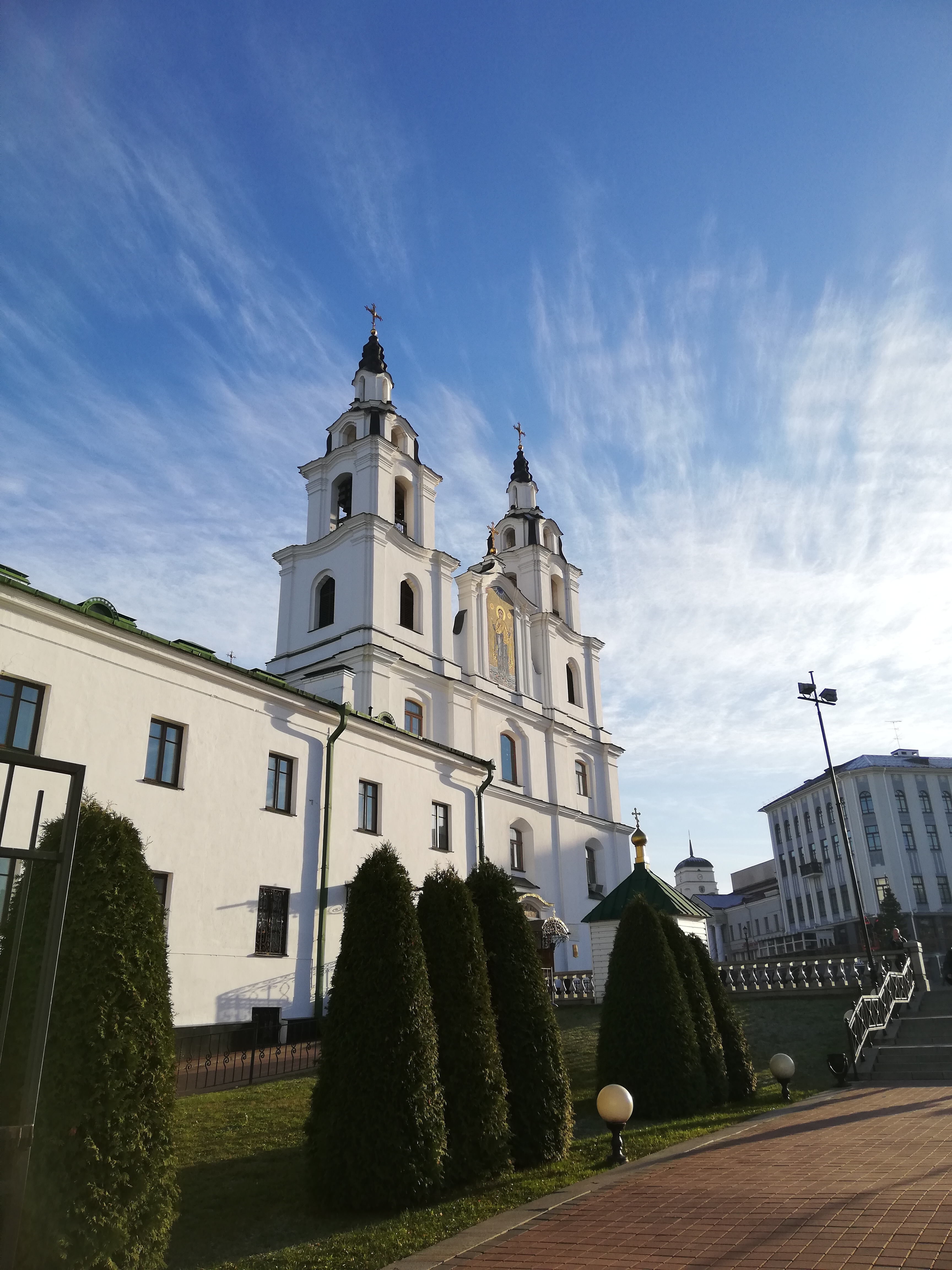
Catedral del Espíritu Santo en Minsk

### Lenguas
Los idiomas oficiales del país son el bielorruso y el ruso. Aunque la importancia del bielorruso ha aumentado desde la independencia, el ruso todavía domina la vida pública, especialmente en las ciudades. El trassjanka, una forma oral mixta de bielorruso y ruso, también está muy extendido. Debido a la gran minoría polaca en el país y también por razones históricas, el polaco todavía se habla hasta cierto punto, especialmente en el poniente del país. Sin embargo, debido a una asimilación duradera, muchos polacos bielorrusos ya no hablan polaco, sino ruso o bielorruso.
De hecho, el ruso es el idioma dominante del país, con alrededor del 75 % de la población que ahora lo usa como su idioma principal y solo un poco menos del 12 por ciento usa el bielorruso. El ruso es el idioma coloquial más utilizado por todos los grupos étnicos del país, incluidos los bielorrusos. En el censo de 2009, alrededor del 60 % de la población de etnia bielorrusa declaró que prefería hablar ruso y el 26 % prefería el bielorruso. Sin embargo, la proporción de hablantes nativos de bielorruso es significativamente mayor que la proporción de aquellos que prefieren hablar bielorruso.
La distribución de los dos idiomas varía de una región a otra. En general, el bielorruso está más extendido en las zonas rurales que en las ciudades. La región con la mayor proporción de población de habla bielorrusa es Minskaya Voblasz, en la que alrededor del 39 % de la población indica el bielorruso y el 56 % el ruso como idioma principal de comunicación. El ruso es más dominante en la capital, Minsk, donde menos del 6 % prefiere el bielorruso y más del 82 % habla ruso.

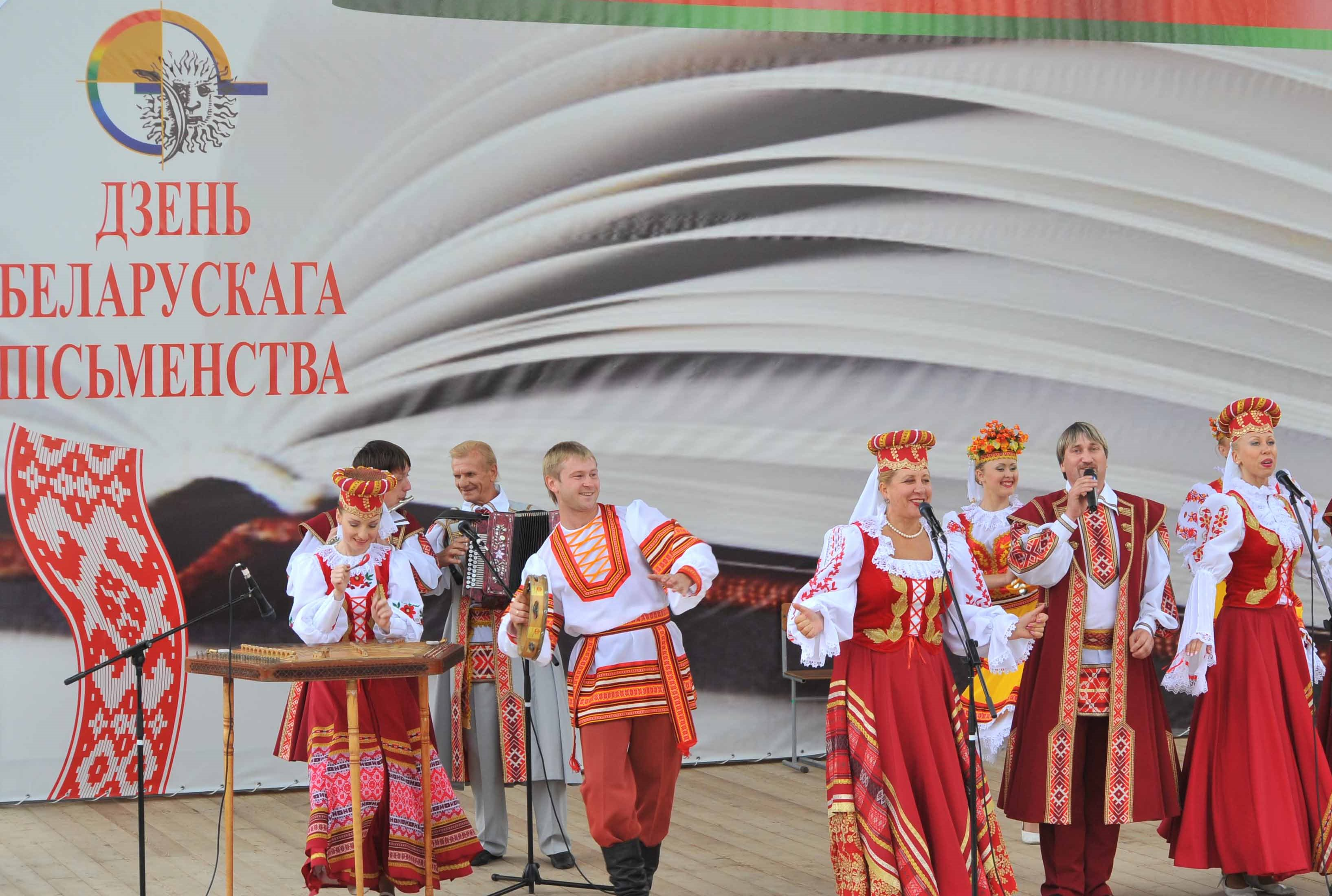
Día de la escritura bielorrusa en Chojniki en 2010

Desde 1990 en adelante, el bielorruso fue el único idioma oficial del país durante algunos años, hasta que un referéndum en 1995 devolvió al ruso el mismo estatus como idioma oficial. En este corto tiempo, el ruso había retrocedido en una medida sin precedentes. En 1994, poco menos del 5 por ciento de todas las escuelas todavía hablaban ruso, y desde 1990 el gobierno bielorruso se había fijado el objetivo de expulsar al ruso de «todas las esferas de la sociedad bielorrusa» para el año 2000. Sin embargo, las encuestas mostraron que esta política lingüística tuvo poca aprobación por parte de la población. En el referéndum de 1995, el 86,8 % de los votantes finalmente votaron a favor de reintroducir el ruso como idioma oficial. Cabe señalar que el cambio demográfico que está afectando a Europa también se está produciendo con retraso en Bielorrusia (proporción de personas mayores de 65 años: 10-20 % (2017)), a pesar del crecimiento de la población.
En el censo de 2009, el 60 % informó que el bielorruso era su primer idioma, pero solo el 26 % informó que hablaba el idioma en casa. En 2017, solo el 13 % de los estudiantes de primaria asistían a una escuela en bielorruso, con una tendencia a la baja, y los libros en bielorruso solo ocupaban un espacio marginal en la biblioteca central a principios de 2019. En 2019, se hablaba cada vez más del idioma y su papel en la previsible «lucha por la independencia» (guionista Andrei Kurejtschyk) con Rusia.

## Cultura

### Literatura

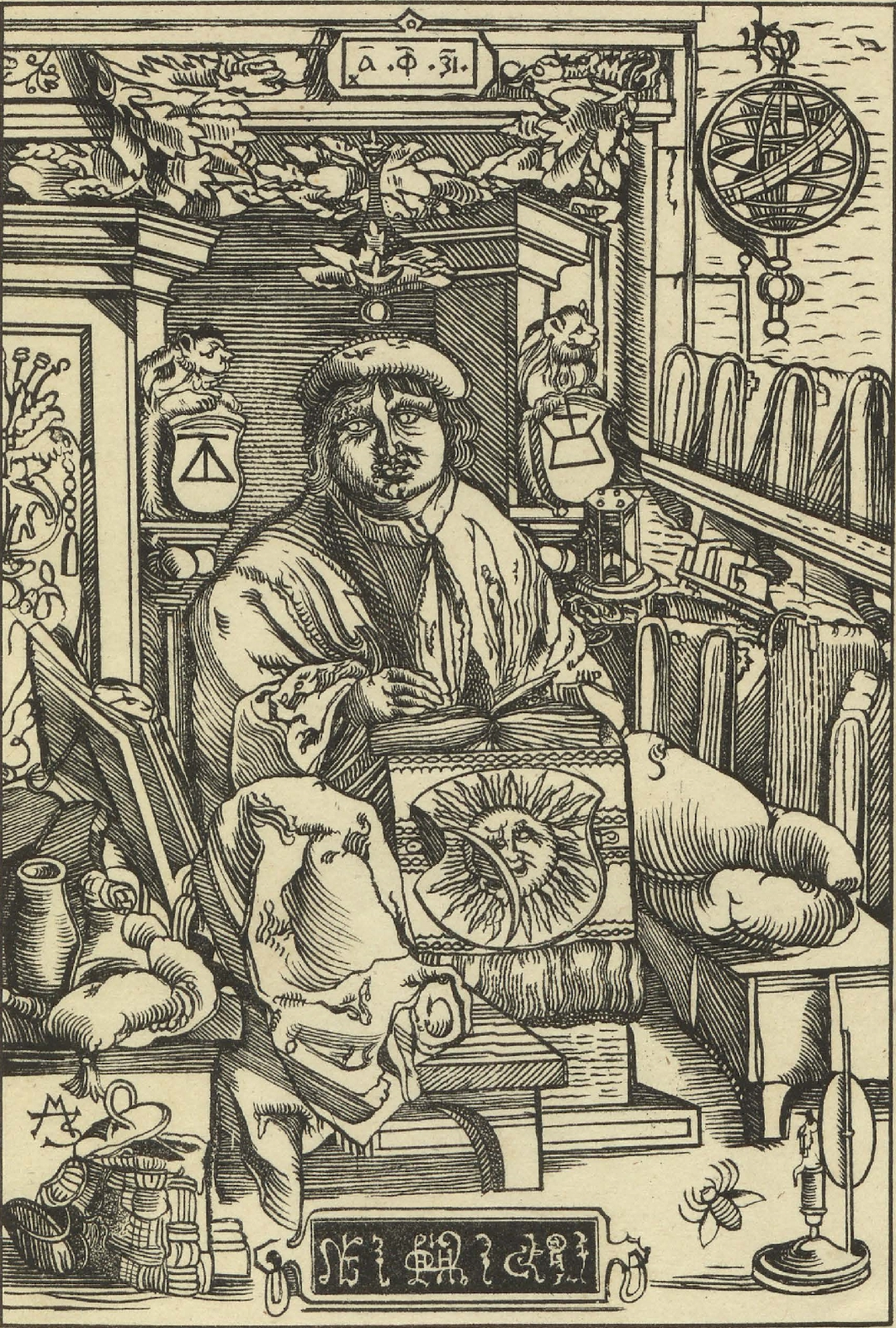
Francysk Skaryna, una de las primeras personas que imprimió en alfabeto cirílico.

La literatura de Bielorrusia comenzó en el siglo XI siendo en un principio escritura religiosa hasta el siglo XIII, la poesía del siglo XII de Cirilo de Turaw es representativa. En el siglo XVI, Francysk Skaryna, un residente de Pólatsk, tradujo la Biblia al bielorruso. Se publicó en Praga y Vilna entre 1517 y 1525, lo que es el primer libro impreso en Bielorrusia o en cualquier lugar de Europa Oriental. La época moderna de la literatura bielorrusa comenzó en el siglo XIX, un autor importante fue Yanka Kupala. Muchos escritores notables de Bielorrusia de la época, tales como Uladzímir Zylka, Kazimir Svayak, Yakub Kolas, Źmitrok Biadula y Maksim Haretski, escribieron para un periódico bielorruso llamado Nasha Niva, publicado en Vilna. Después de que Bielorrusia se incorporó a la Unión Soviética, el gobierno soviético tomó el control de los asuntos culturales de la República. El libre desarrollo de la literatura bielorrusa tuvo lugar en la parte ocupada por los polacos, hasta la ocupación soviética en 1939. Varios poetas y autores se exiliaron después de la ocupación nazi en la República Socialista Soviética de Bielorrusia, para no volver hasta la década de 1960. Una gran renovación de la literatura de este país se produjo en la década de 1960 con las novelas publicadas por Vasil Bykaŭ y Uladzímir Karatkiévich. La escritora bielorrusa Svetlana Aleksiévich fue galardonada con el Premio Nobel de Literatura en 2015 y afirmó que el autor más influyente en ella fue quien dedicó su obra a despertar la conciencia de las catástrofes que ha sufrido el país: Ales Adamovich.

### Música
En el siglo XVII, el compositor polaco Stanislaw Moniuszko compuso óperas y piezas de música de cámara, mientras vivía en Minsk. Durante su estancia, trabajó con el poeta bielorruso Vintsent Dunin-Martsinkyevich y creó la ópera Sielanka (Campesina). Al final del siglo XIX, las principales ciudades de Bielorrusia formaron sus propias compañías de ópera y de ballet. El ballet Nightingale por M. Kroshner fue compuesto durante la era soviética y se convirtió en el ballet bielorruso que fue primero exhibido en la Academia Nacional de Ballet y Teatro Bolshoi en Minsk. Después de la Gran Guerra Patria, la música se centró en las dificultades del pueblo bielorruso o en aquellos que tomaron las armas en defensa de la patria. Durante este período, A. Bogatyryov, creador de la ópera En el Bosque Virgen de Polesye, se desempeñó como "profesor particular" de los compositores de Bielorrusia. El Teatro Académico Nacional de Ballet, en Minsk, fue galardonado con el Premio Benois de la Danza en 1996 como una de las compañías de ballet más importantes del mundo. La música rock ha incrementado su popularidad en los últimos años, aunque el gobierno de Bielorrusia ha tratado de limitar la cantidad de música extranjera transmitida por radio a favor de la música tradicional bielorrusa. Desde 2004 hasta 2021, Bielorrusia participó en el Festival de la Canción de Eurovisión.

### Eventos

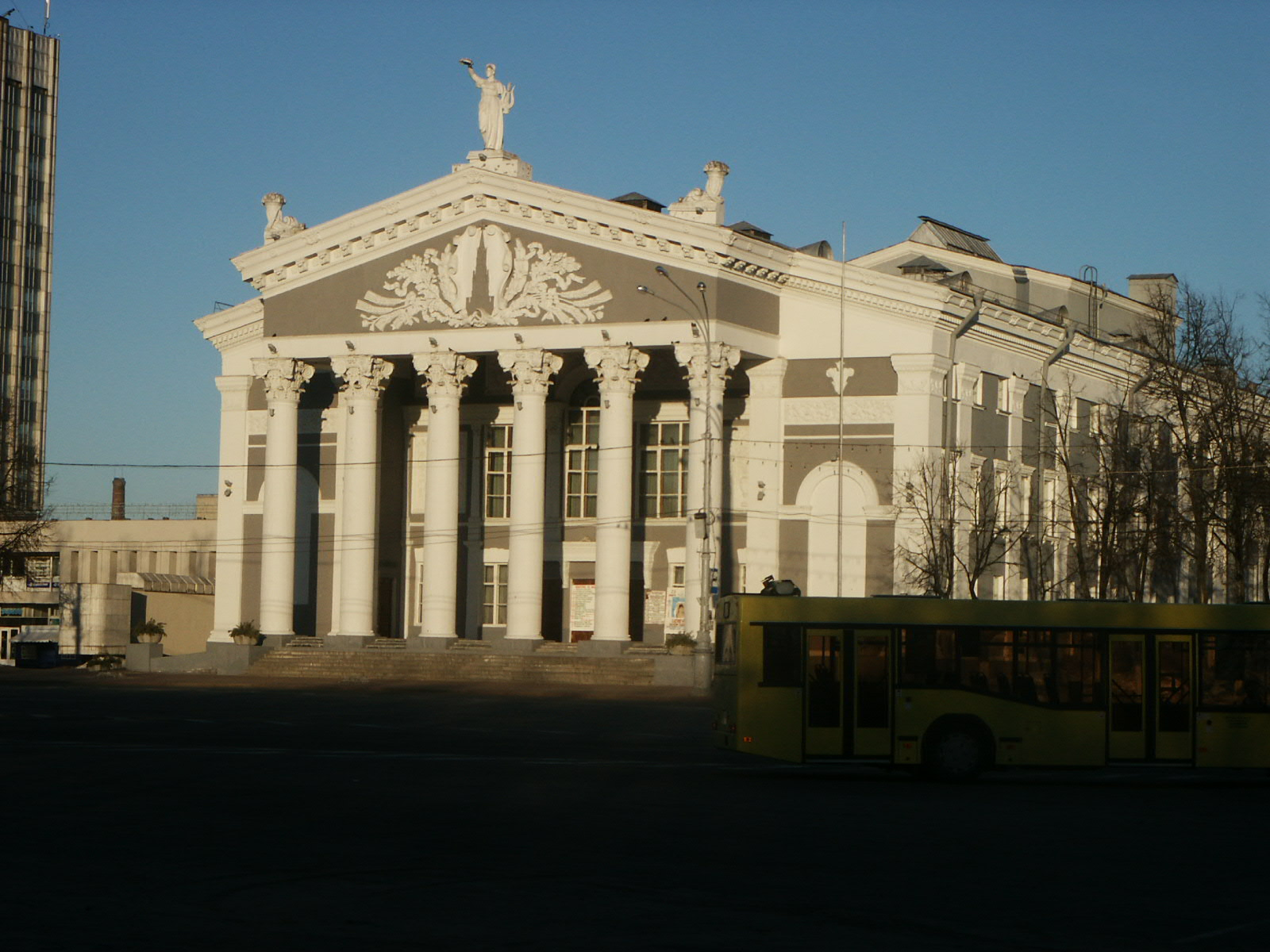
Teatro regional de Gómel.

El gobierno de la República de Bielorrusia patrocina anualmente festivales culturales, como el Bazar de Slavianski en Vítebsk, que presenta artistas de Bielorrusia, artistas, escritores, músicos y actores. En los días feriados del estado, como el Día de la Independencia y el Día de la Victoria, se dibujan a grandes multitudes y con frecuencia incluyen indicadores como los fuegos artificiales y desfiles militares, especialmente en Vítebsk y Minsk. El Ministerio de Cultura del gobierno financia eventos que promocionan la cultura y las artes bielorrusas tanto dentro como fuera del país.

### Medios de comunicación
El mayor grupo de medios de comunicación en Bielorrusia es la empresa pública Compañía Nacional del Estado de Televisión y Radio de la República de Bielorrusia. Opera varios canales de televisión y emisoras de radio y su contenido de difusión es nacional e internacional, ya sea a través de las señales tradicionales o por Internet. La red de teledifusión es uno de los principales canales de televisión independientes en Bielorrusia, en su mayoría muestran la programación regional. Varios periódicos, impresos, ya sea en bielorruso (destaca el Zvyazda al ser el de mayor tirada en dicho idioma) o ruso (destaca el Sovietskaya Bielorrusia que es el que más ejemplares vende diariamente con cerca de 500), proporcionan información general o de contenido de interés especial, tales como negocios, política o deportes. En 1998, había menos de 100 emisoras de radio en Bielorrusia: 28 AM, 37 FM y 11 emisoras de onda corta.
Todas las empresas de medios de comunicación son reguladas por la Ley de Prensa y Otros Medios de Comunicación, aprobada el 13 de enero de 1995. Ésta supuestamente garantiza la libertad de prensa, sin embargo, el artículo 5 establece que no se puede criticar la gestión del presidente de Bielorrusia ni de otros funcionarios indicados en la Constitución Nacional. El artículo 5 establece que "La libertad de opinión, convicciones y su libre expresión están garantizadas para todo el mundo en la República de Bielorrusia". El Gobierno de Bielorrusia ha sido criticado por actuar contra los medios de comunicación. Periódicos como Nasha Niva y el Belaruskaya Delovaya Gazeta han sido objeto de censura por las autoridades después de haber publicado informes criticando la gestión del presidente Lukashenko u otros funcionarios gubernamentales. La OSCE y Freedom House han hecho valoraciones acerca de los atropellos contra la libertad de prensa en Bielorrusia. En 2005, Freedom House le dio 6,75 puntos (no libre) a Bielorrusia a la hora de hacer frente a la libertad de prensa. Otra cuestión para la prensa bielorrusa es la desaparición sin resolver de varios periodistas.
La Asociación Bielorrusa de Periodistas ha sido galardonada por el Parlamento Europeo y la Asociación Mundial de Periódicos como reconocimiento a las dificultades que deben afrontar en el ejercicio de su trabajo.

### Patrimonio de la Humanidad
En comparación con otros países europeos de tamaño similar Bielorrusia no posee muchos lugares considerados como patrimonio de la humanidad, ya que tan solo tiene cuatro sitios considerados como tal: el Castillo de Mir, el Castillo de Nesvizh, el Bosque de Białowieża (compartido con Polonia), y el Arco Geodésico de Struve (compartido con otros nueve países).
| Bielorrusia en la lista de Patrimonio de la Humanidad de la UNESCO |                          |                             |                                                 |                     |          |
| Imagen                                                             | Nombre                   | Ubicación                   | Observaciones                                   | Año de Proclamación | Tipo     |
|                                                                    | Castillo de Mir          | Provincia de Goradnia       | castillo de estilo gótico.                      | 2000                | Cultural |
|                                                                    | Castillo de Nesvizh      | Provincia de Minsk          | castillo residencial                            | 2004                | Cultural |
|                                                                    | Bosque de Białowieża     | Bielorrusia y Polonia       | reserva natural                                 | 1979                | Natural  |
|                                                                    | Arco Geodésico de Struve | Europa del Norte y Oriental | 34 hitos o vértices para mediciones geodésicas. | 2005                | Cultural |

### Gastronomía

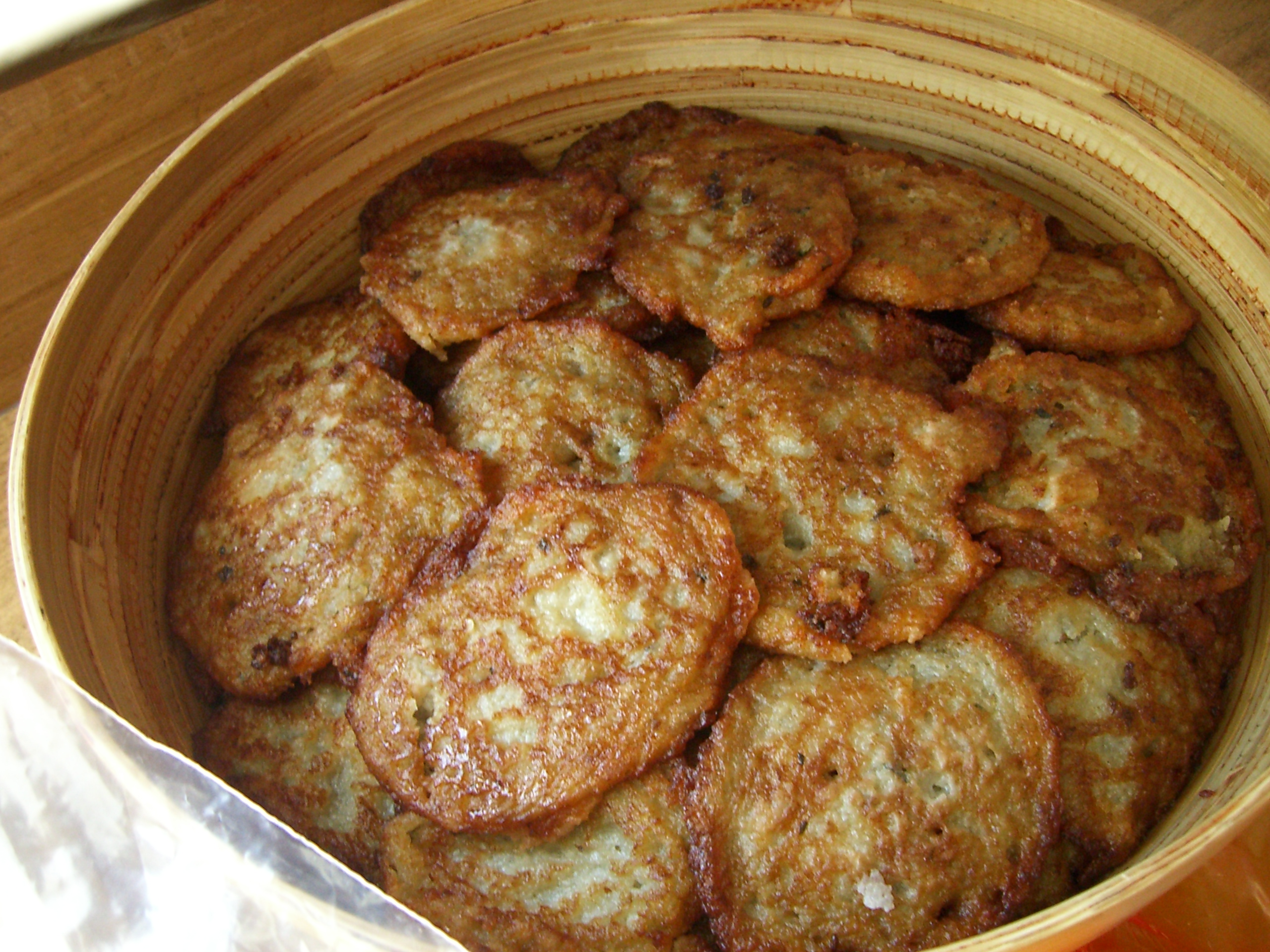
Drániki.

La cocina bielorrusa se compone principalmente de verduras, carne (especialmente cerdo), y panes. Los alimentos son generalmente bien poco a poco cocidos o guisados. Un bielorruso típico come un desayuno muy ligero y dos comidas abundantes, la cena es la comida principal del día. Panes de trigo y centeno son consumidos en Bielorrusia, pero el centeno es más abundante porque las condiciones son demasiado duras para el cultivo de trigo. Para mostrar la hospitalidad, la acogida tradicionalmente presenta una ofrenda de pan y sal para saludar a un huésped o visitante. Las bebidas populares en este país incluyen vodka ruso de trigo y el Kvas, una bebida hecha de pan integral o harina de centeno y malta. El Kvas también se puede combinar con las verduras cortadas para crear una sopa fría llamada Okroshka.

### Vestimenta
La vestimenta tradicional de Bielorrusia se origina en el período de la Rus de Kiev. Debido al clima frío, las ropas, normalmente compuestas de fibras de lino o lana, fueron diseñadas para mantener el cuerpo caliente. Están decoradas con elementos decorativos influidos por las culturas vecinas: polaca, lituana, letona, rusa, y de otras naciones europeas. Cada región bielorrusa ha desarrollado patrones de diseño específicos. Un modelo ornamental se usa en algunos vestidos para decorar el izado de la bandera nacional de Bielorrusia, aprobado en un disputado referéndum en 1995.

## Clasificaciones internacionales
| Organización                                       | Investigación                      | Clasificación |
| -------------------------------------------------- | ---------------------------------- | ------------- |
| Instituto para la Economía y la Paz                | Índice de Paz Global               | 98 de 144     |
| Programa de las Naciones Unidas para el Desarrollo | Índice de desarrollo humano        | 53 de 189     |
| Transparencia Internacional                        | Índice de percepción de corrupción | 139 de 180    |

## Fiestas
He aquí un listado detallado con cada uno de los días festivos que se conmemoran anualmente en la República de Bielorrusia:
| Fecha                                | Nombre en español               | Nombre local                  | Observaciones |
| ------------------------------------ | ------------------------------- | ----------------------------- | --- |
| 1 de enero                           | Año nuevo                       | Новы год                      | |
| 7 de enero                           | Navidad de la Iglesia ortodoxa  | Каляды праваслаўныя           | |
| 8 de marzo                           | Día Internacional de la mujer   | Міжнародны жаночы дзень       | |
| 15 de marzo                          | Día de la constitución          | Дзень Канстытуцыі             | Adoptado en 1994. |
| 1 de mayo                            | Día del Trabajo                 | Дзень Працы                   | |
| 9 de mayo                            | Día de la Victoria              | Дзень Перамогі                | Denota la victoria contra la Alemania Nazi en la Segunda Guerra Mundial (Gran Guerra Patriótica).                                                  |
| 3 de julio                           | Día de la Independencia         | Дзень Незалежнасьці           | Adoptado en 1996, es la fecha en la que Minsk fue liberada de los nazis, y no se refiere al día de la independencia de la URSS, que no se celebra. |
| 7 de noviembre                       | Día de la Revolución de Octubre | Дзень Кастрычніцкай рэвалюцыі | |
| 25 de diciembre                      | Navidad de la Iglesia católica  | Каляды каталіцкія             | |
| Movible                              | Semana Santa Ortodoxa           | Вялікдзень праваслаўны        | |
| Movible                              | Semana Santa Católica           | Вялікдзень каталіцкі          | |
| 9 días después de la Pascua Ortodoxa | Día de la conmemoración         | Радуніца                      | |

## Deportes

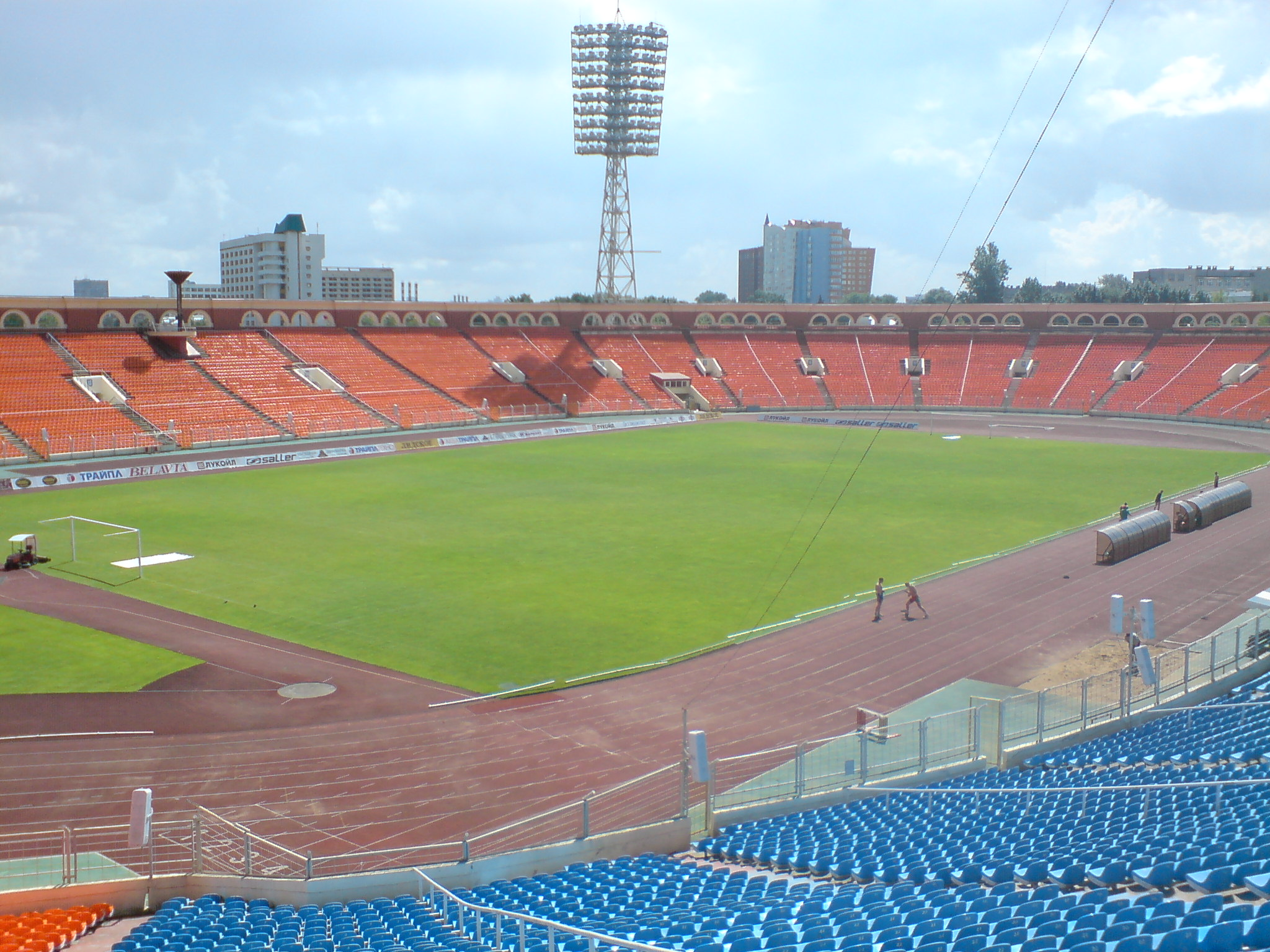
El estadio del Dinamo de Minsk.

El Comité Olímpico Nacional de Bielorrusia ha sido encabezado por el presidente Alexander Lukashenko desde 1997, es el único jefe de Estado en el mundo en ocupar esa posición.

### Bielorrusia en los Juegos Olímpicos
Desde los Juegos Olímpicos de Helsinki hasta el fin de la era soviética, Bielorrusia compitió en los Juegos Olímpicos como parte de la escuadra olímpica soviética. Durante los Juegos olímpicos de Barcelona en 1992, Bielorrusia compitió como parte del Equipo Unificado. Los atletas de la nación compitieron en una Olimpiada por primera vez como bielorrusos durante los juegos de 1994 en Lillehammer. Bielorrusia ha ganado un total de 53 medallas: 6 de oro, 18 de plata y 29 de bronce (contando las ganadas en los juegos olímpicos de invierno). La primera medalla olímpica para la URSS fue ganada por el bielorruso Mijaíl Krivonosov en los Juegos Olímpicos de Verano en Melbourne 1956, Australia.

### Hockey sobre hielo
Al recibir un fuerte patrocinio por parte del presidente Lukashenko, el hockey sobre hielo es el deporte más popular de la nación. El Equipo Bielorruso terminó en cuarto lugar en las competiciones de los Juegos Olímpicos de invierno de Salt Lake City, EE. UU., en el año 2002.

### Tenis

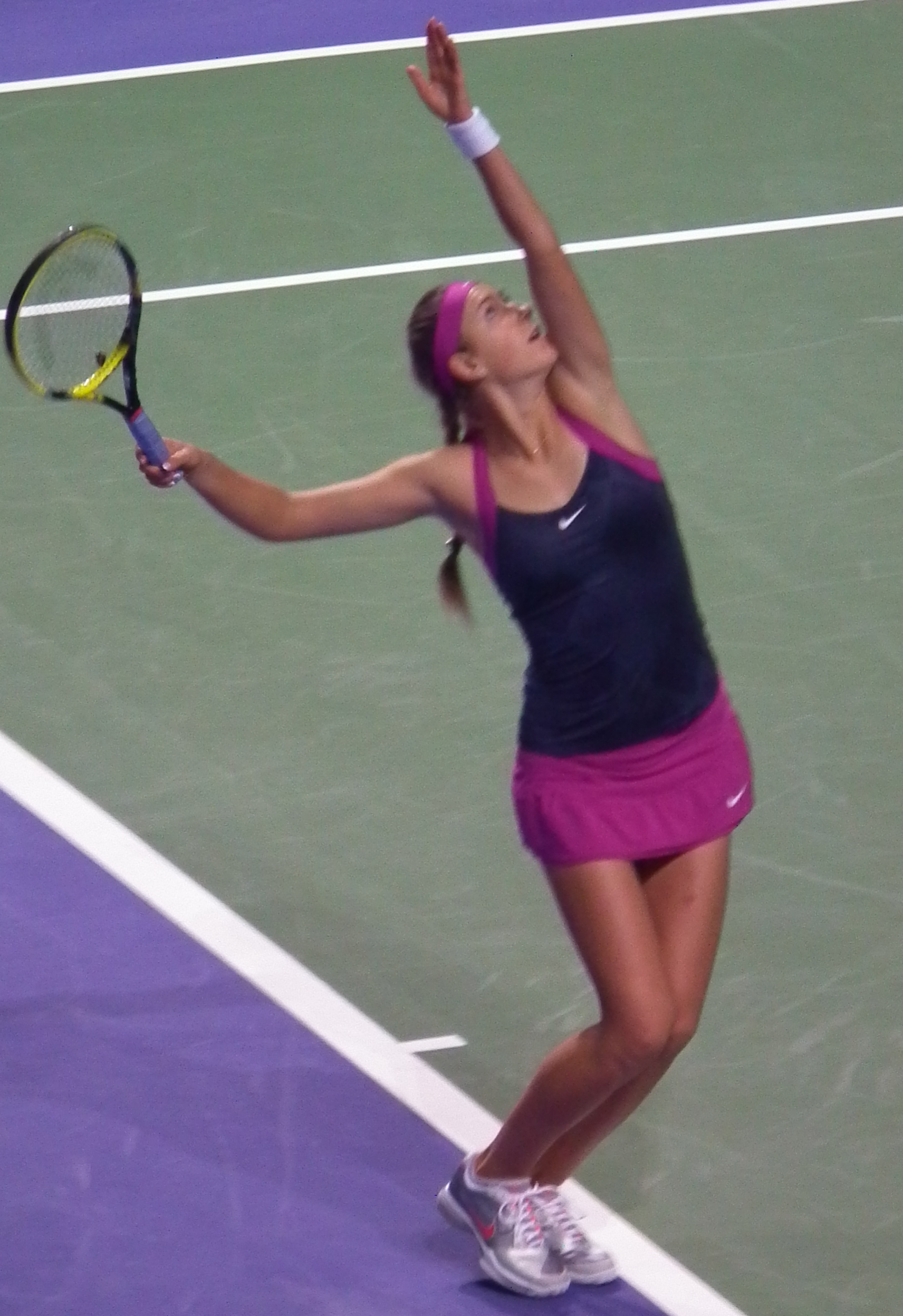
Victoria Azarenka.

El tenis en Bielorrusia ha crecido en forma rápida e importante durante los últimos 15 años. Destacan como exponentes de este deporte Max Mirnyi, quien llegó a ser n.° 1 del mundo en dobles, y Victoria Azarenka, ganadora del Abierto de Australia 2012 y 2013.

### Fútbol
El fútbol no tiene mucha popularidad en Bielorrusia, al contrario que en la mayoría de países de la antigua Unión Soviética. No obstante, el FC BATE Borisov, el club más exitoso del país durante la última década y más ganador de la liga del país, ha logrado clasificarse en bastantes ocasiones para la fase de grupos de la Liga de Campeones de la UEFA, mientras que el FK Dinamo Minsk ha logrado un título nacional en la antigua Primera División de la Unión Soviética. Aliaksandr Hleb es el jugador más reconocido internacionalmente que ha dado Bielorrusia desde su independencia, siendo el único del país en lograr ganar la Liga de Campeones. Además del mundialista Artem Milevskiy.
- Bielorrusia en los Juegos Olímpicos
- Selección de Fútbol
- Liga Premier de Bielorrusia